# Liste der Biografien/Tak
Liste der Biografien |
Portal Biografien |
Personensuche
# |
A |
B |
C |
D |
E |
F |
G |
H |
I |
J |
K |
L |
M |
N |
O |
P |
Q |
R |
S |
T |
U |
V |
W |
X |
Y |
Z |
?
 
Ta |
Tc |
Te |
Tf |
Tg |
Th |
Ti |
Tj |
Tk |
Tl |
Tm |
To |
Tq |
Tr |
Ts |
Tu |
Tv |
Tw |
Tx |
Ty |
Tz
 
Taa |
Tab |
Tac |
Tad |
Tae |
Taf |
Tag |
Tah |
Tai |
Taj |
Tak |
Tal |
Tam |
Tan |
Tao |
Tap |
Taq |
Tar |
Tas |
Tat |
Tau |
Tav |
Taw |
Tax |
Tay |
Taz
Die Liste der Biografien führt alle Personen auf, die in der deutschsprachigen Wikipedia einen Artikel haben. Dieses ist eine Teilliste mit 712 Einträgen von Personen, deren Namen mit den Buchstaben „Tak“ beginnt.

## Tak
- Tak van Poortvliet, Johannes (1839–1904), niederländischer Politiker
- Tak van Poortvliet, Marie (1871–1936), niederländische Kunstsammlerin
- Tak, Ad (* 1953), niederländischer Radrennfahrer
- Tak, Bibi Dumon (* 1964), niederländische Kinder- und Jugendbuchautorin
- Tak, In-Suk (* 1949), nordkoreanische Eisschnellläuferin
- Tak, Max (1891–1967), niederländischer Musiker, Filmkomponist, Dirigent, Violinist, Orchesterleiter und Auslandskorrespondent

### Taka
- Taka, Jussi (* 1993), finnischer Snowboarder
- Taka, Miiko (* 1925), US-amerikanische Schauspielerin japanischer HerkunftMiiko Taka (* 1925)

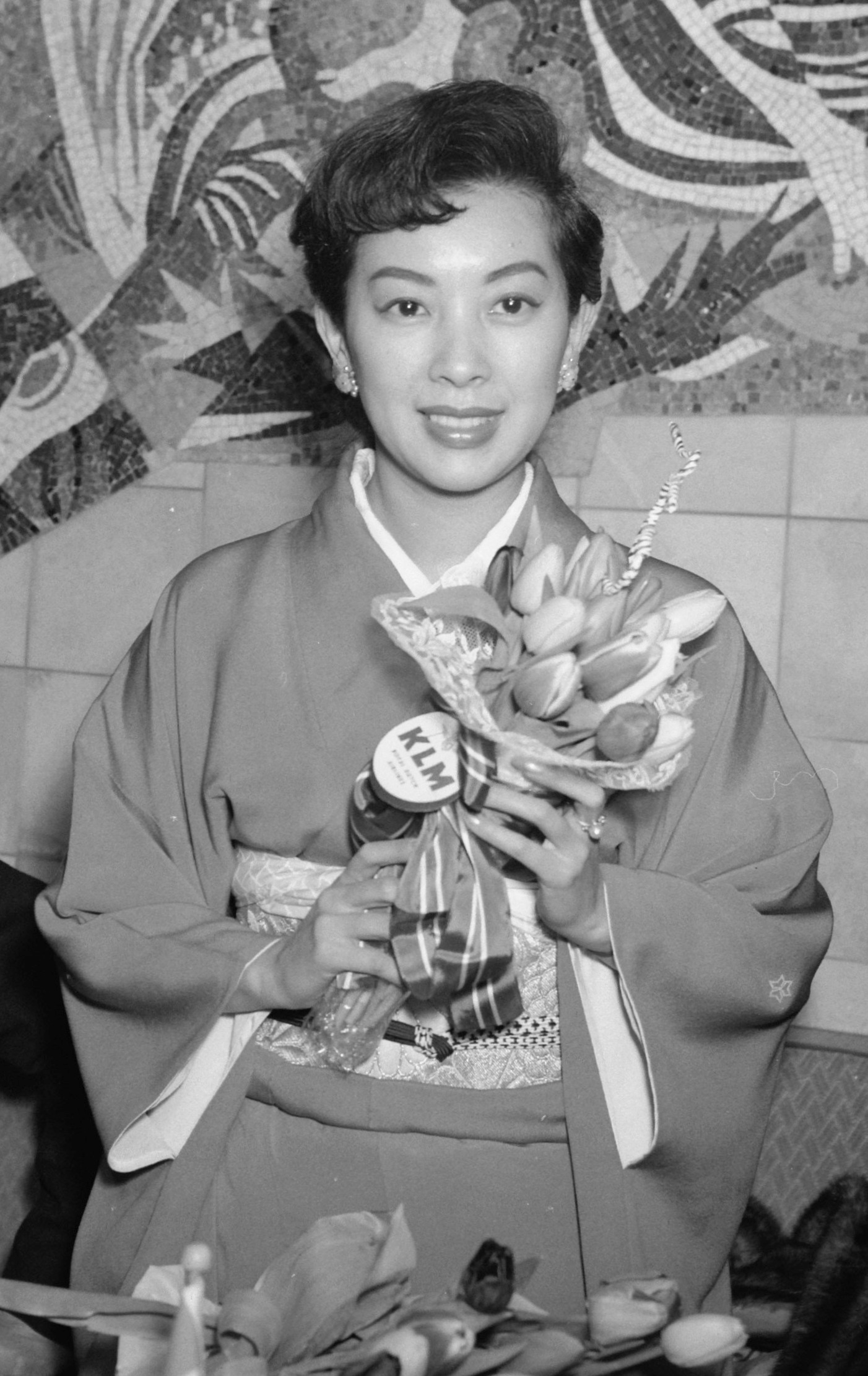
Miiko Taka (* 1925)

- Taka, Mikio (* 1978), japanischer Künstler

#### Takab
- Takaba, Osamu (1831–1891), japanische Ärztin, Konfuzianerin, Erzieherin
- Takabatake, Motoyuki (1886–1928), japanischer Nationalsozialist
- Takabatake, Tatsushirō (1895–1976), japanischer Maler
- Takabayashi, Kiyotaka (* 1928), japanischer Eisschnellläufer
- Takabayashi, Takashi (1931–2009), japanischer Fußballspieler
- Takabayashi, Toshio (* 1953), japanischer Fußballspieler
- Takabayashi, Yūki (* 1980), japanischer Fußballspieler
- Takabe, Akira (* 1982), japanischer Fußballspieler
- Takabeya, Fukuhei (1893–1975), japanischer Bauingenieur

#### Takac
- Takač, Silvester (* 1940), serbisch-jugoslawischer Fußballspieler und -trainer
- Takachi, Keiji (* 1980), japanischer Fußballspieler
- Takács, András (1945–2015), ungarischer Radrennfahrer
- Takács, Boglárka (* 2001), ungarische Sprinterin
- Takacs, Christoph (* 1963), österreichischer Journalist und TV-Moderator
- Takács, János (* 1954), ungarischer Tischtennisspieler
- Takács, Jenő (1902–2005), österreichischer Komponist und Pianist
- Takács, József (1904–1983), ungarischer Fußballspieler
- Takács, József (* 1965), ungarischer Fußballspieler und Trainer
- Takács, Júlia (* 1989), ungarisch-spanische Geherin
- Takács, Jusztin Nándor (1927–2016), ungarischer Ordensgeistlicher, römisch-katholischer Bischof von Székesfehérvár
- Takács, Károly (1910–1976), ungarischer Sportschütze
- Takács, Kata (* 1991), österreichische Basketballspielerin
- Takács, Kincső (* 1993), ungarische Kanutin
- Takács, Lajos (1924–2015), ungarisch-US-amerikanischer Mathematiker
- Takacs, Manuel (* 1986), österreichischer Fußballspieler und Trainer
- Takács, Marcell (* 1989), ungarischer Fußballspieler
- Takacs, Michael (* 1968), österreichischer Polizist, Beamter
- Takács, Orsolya (* 1985), ungarische Wasserballspielerin
- Takács, Sándor (1893–1932), ungarischer Schachspieler
- Takács, Tibor (* 1954), ungarischer Filmregisseur

#### Takad
- Takada, Eiji (* 1974), japanischer Fußballspieler
- Takada, Hideshige (* 1959), japanischer Umweltchemiker und Professor
- Takada, Hiroatsu (1900–1987), japanischer Bildhauer
- Takada, Kazumi (1951–2009), japanischer Fußballspieler
- Takada, Kenzō (1939–2020), japanischer ModedesignerKenzō Takada (1939–2020)

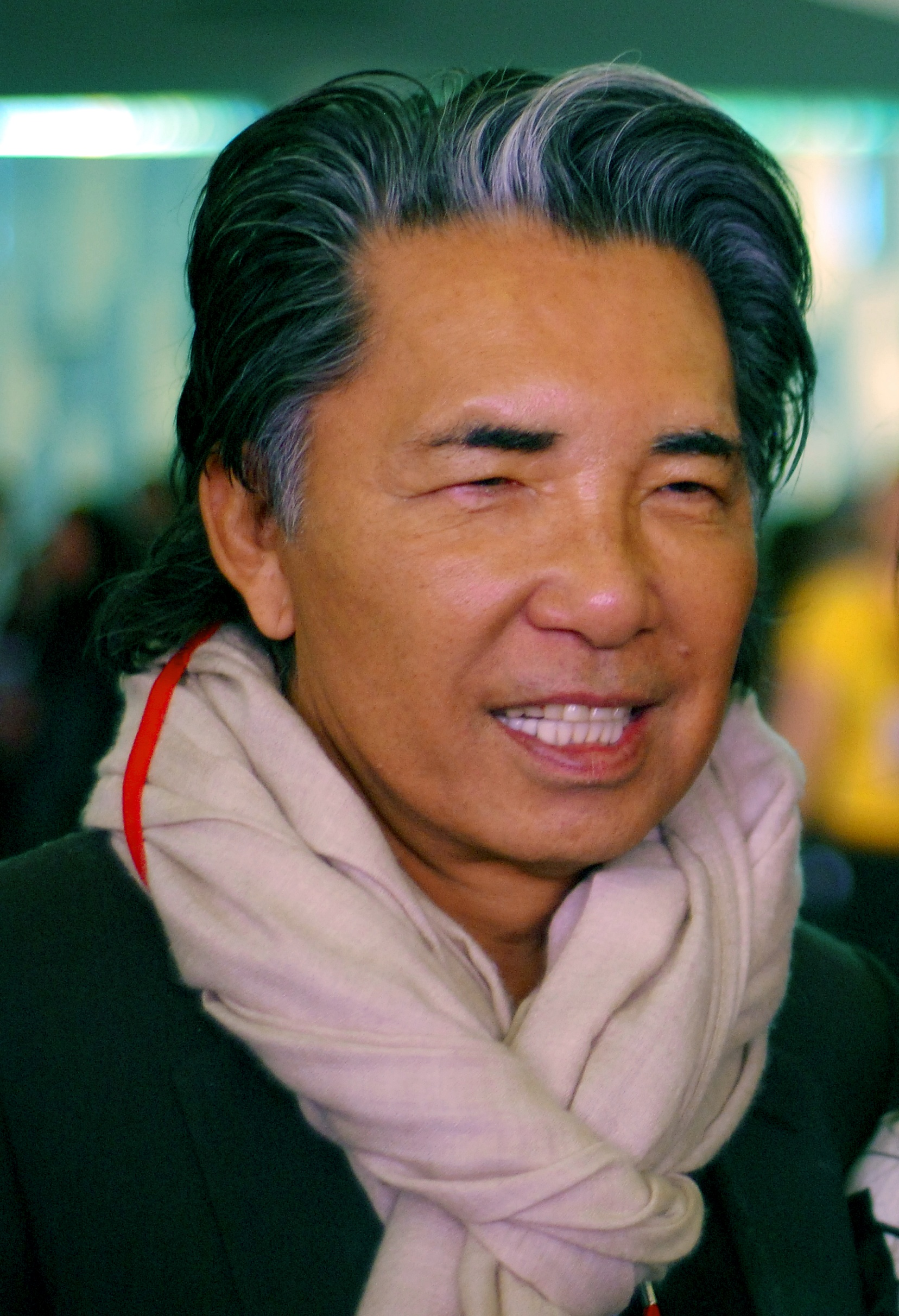
Kenzō Takada (1939–2020)

- Takada, Masaaki (* 1973), japanischer Fußballspieler
- Takada, Masao, japanischer Fußballspieler
- Takada, Mikiko, japanische Badmintonspielerin
- Takada, Rikizō (1900–1992), japanischer Maler im Yōga-Stil
- Takada, Ryōta (* 2000), japanischer Fußballspieler
- Takada, Sanae (1860–1938), japanischer Pädagoge und Politiker
- Takada, Sōya (* 2001), japanischer Fußballspieler
- Takada, Tetsuya (* 1969), japanischer Fußballspieler
- Takada, Toshiko (1914–1989), japanische Lyrikerin
- Takada, Yasunori (* 1979), japanischer Fußballspieler
- Takada, Yūji (* 1954), japanischer Ringer
- Takada, Yūzō (* 1963), japanischer Mangaka

#### Takae
- Takae, Leo (* 1998), japanischer Fußballspieler

#### Takag
- Takagaki, Ayahi (* 1985), japanische Synchronsprecherin (Seiyū) und Sängerin
- Takagawa, Kaku (1915–1986), japanischer Go-Spieler
- Takagi, Akito (* 1997), japanischer Fußballspieler
- Takagi, Chōnosuke (1948–2016), japanischer Judoka
- Takagi, Daisuke (* 1995), japanischer Fußballspieler
- Takagi, Hidenori (* 1961), japanischer Physiker
- Takagi, Hikari (* 1993), japanische Fußballspielerin
- Takagi, Jinzaburō (1938–2000), japanischer Chemiker
- Takagi, Kazumasa (* 1984), japanischer Fußballspieler
- Takagi, Kazumichi (* 1980), japanischer Fußballspieler
- Takagi, Kenji (* 1976), japanischer Fußballspieler
- Takagi, Kenta (* 1993), japanischer Eishockeyspieler
- Takagi, Manpei (* 1985), japanischer Schauspieler
- Takagi, Michiyo (* 1952), japanische Politikerin
- Takagi, Miho (* 1994), japanische Eisschnellläuferin
- Takagi, Mototeru (1941–2002), japanischer Jazzmusiker (Saxophon)
- Takagi, Nana (* 1992), japanische Eisschnellläuferin
- Takagi, Nobuko (* 1946), japanische Schriftstellerin
- Takagi, Riki (* 1978), japanischer Fußballspieler
- Takagi, Ryō, japanische Manga-Zeichnerin
- Takagi, Sen (* 2002), japanischer Fußballspieler
- Takagi, Shun (* 1989), japanischer Fußballspieler
- Takagi, Takahiro (* 1982), japanischer Fußballspieler
- Takagi, Takeo (1892–1944), Vizeadmiral der kaiserlich japanischen MarineTakagi Takeo (1892–1944)

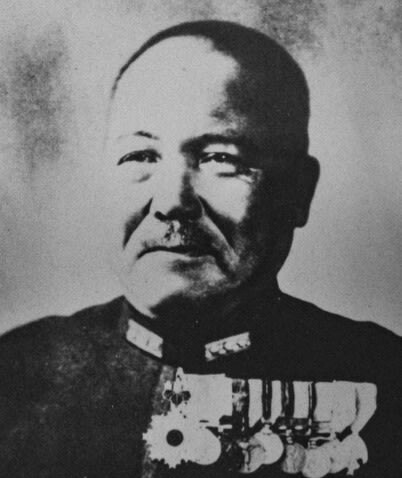
Takagi Takeo (1892–1944)

- Takagi, Taku (1907–1974), japanischer Literaturwissenschaftler, Musikkritiker und Schriftsteller
- Takagi, Takuya (* 1967), japanischer Fußballspieler
- Takagi, Teiji (1875–1960), japanischer Mathematiker
- Takagi, Toranosuke (* 1974), japanischer Autorennfahrer
- Takagi, Toshiya (* 1992), japanischer Fußballspieler
- Takagi, Toshiyuki (* 1991), japanischer Fußballspieler
- Takagi, Tsuyoshi (* 1956), japanischer Politiker
- Takagi, Yasunosuke (1891–1941), japanischer Maler der Nihonga-Richtung
- Takagi, Yoshiaki (* 1992), japanischer Fußballspieler
- Takagi, Yoshinari (* 1979), japanischer Fußballspieler
- Takagi, Yūya (* 1998), japanischer Fußballspieler
- Takagishi, Kenshin (* 1999), japanischer Fußballspieler
- Takagiwa, Tōru (* 1995), japanischer Fußballspieler

#### Takah
- Takahagi, Yōjirō (* 1986), japanischer Fußballspieler
- Takahagi, Yōko (* 1969), japanische Fußballspielerin
- Takahama, Kyoshi (1874–1959), japanischer Dichter und Schriftsteller der Meiji-, Taishō- und Shōwa-Zeit
- Takahara Peichin (1683–1760), okinawanischer Kampfkunstmeister des Tōde und Kobudo
- Takahara, Ikuo (* 1957), japanischer Fußballspieler
- Takahara, Naohiro (* 1979), japanischer FußballspielerNaohiro Takahara (* 1979)

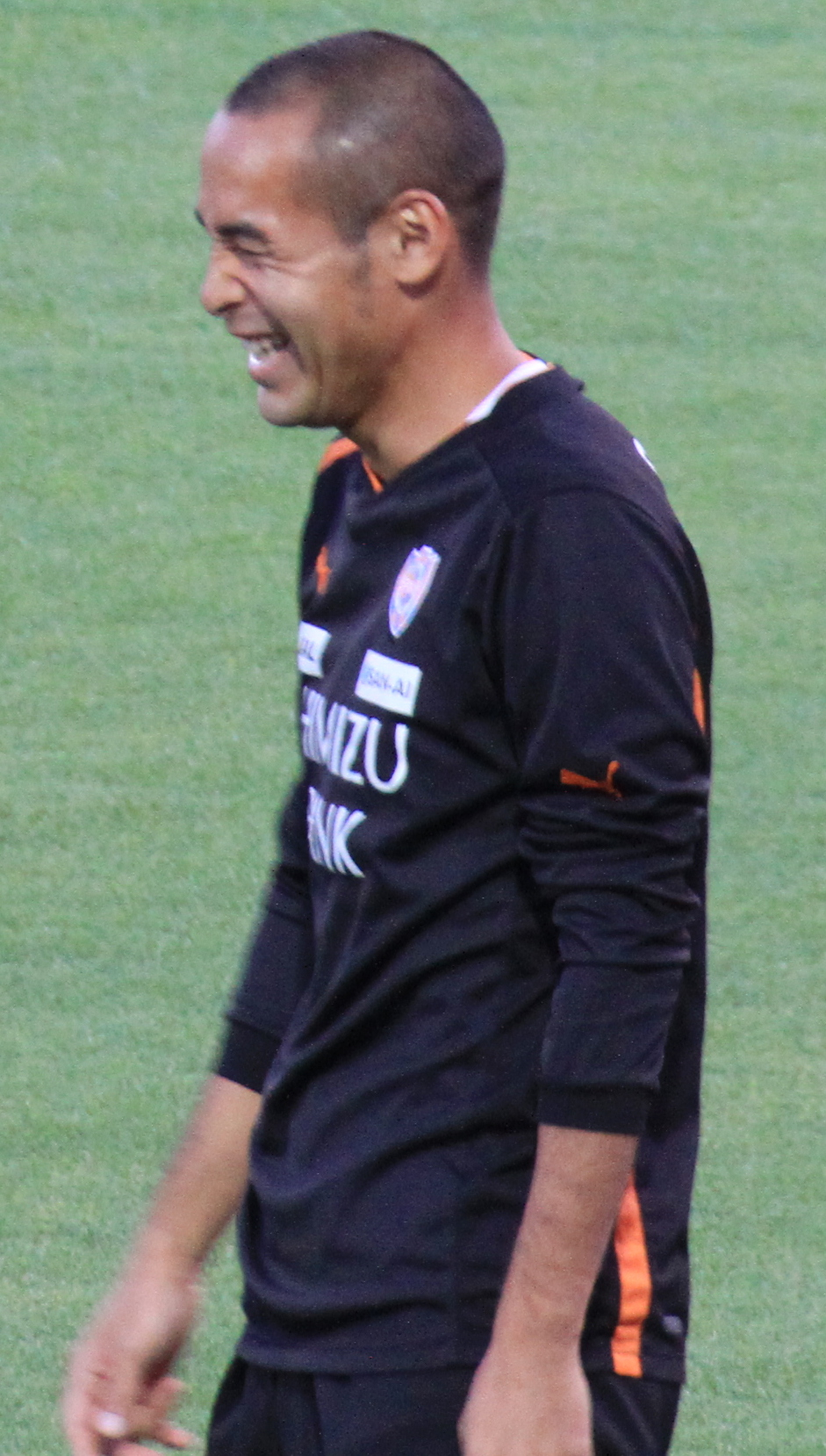
Naohiro Takahara (* 1979)

- Takahara, Noritake (* 1951), japanischer Autorennfahrer
- Takahara, Toshiyasu (* 1980), japanischer Fußballspieler
- Takahari, Hiromi (* 1987), japanischer Hochspringer
- Takahashi Korekiyo (1854–1936), 20. Premierminister von Japan
- Takahashi, Ai (* 1986), japanische Musikerin
- Takahashi, Aki (* 1944), japanische Pianistin
- Takahashi, Atsushi (* 1965), japanischer Astronom
- Takahashi, Ayaka (* 1990), japanische Badmintonspielerin
- Takahashi, Ayumi (* 1989), japanische Diskuswerferin
- Takahashi, Bruna (* 2000), brasilianische TischtennisspielerinBruna Takahashi (* 2000)

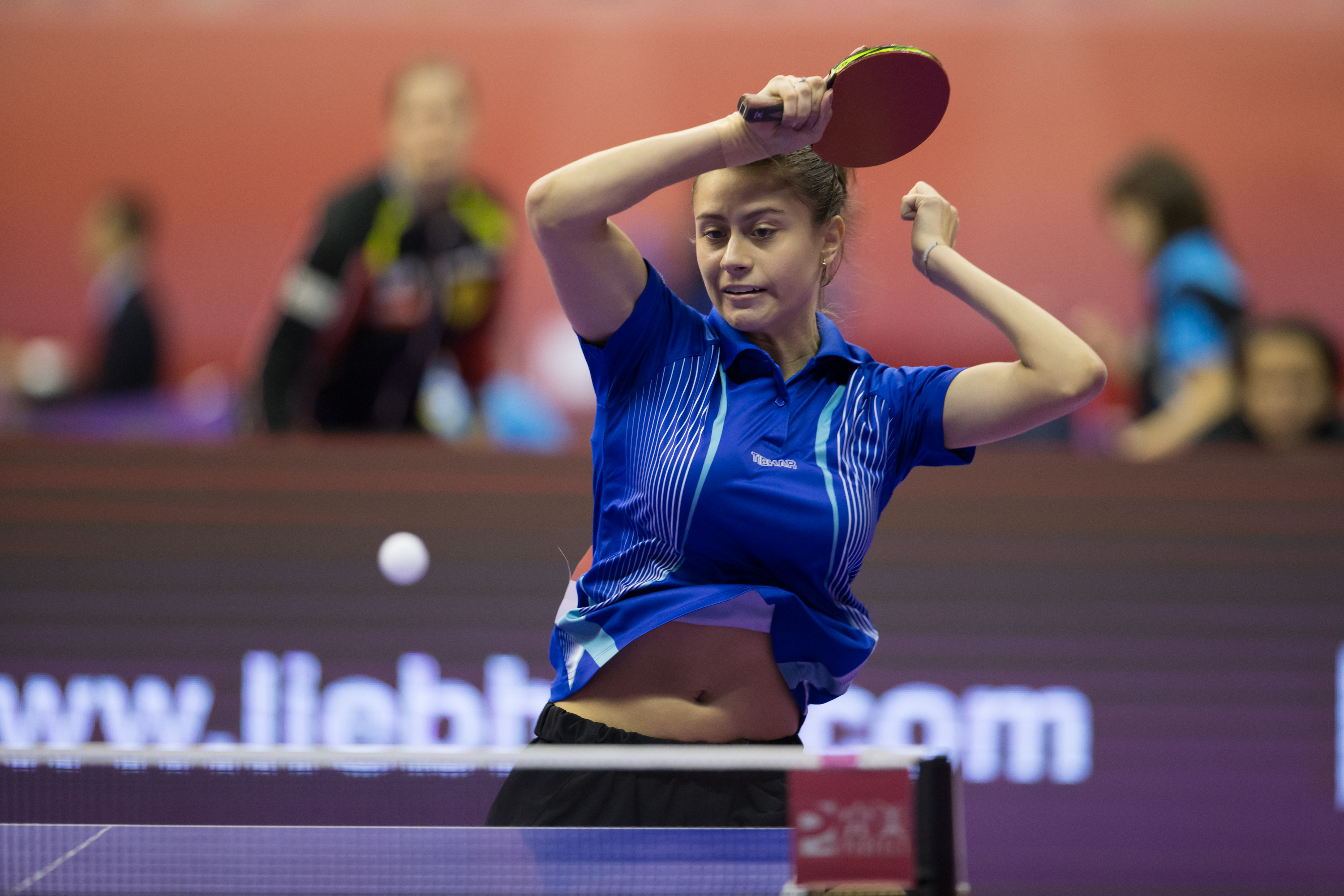
Bruna Takahashi (* 2000)

- Takahashi, Chiaki (* 1956), japanischer Politiker
- Takahashi, Daigo (* 1999), japanischer Fußballspieler
- Takahashi, Daisuke (* 1983), japanischer Fußballspieler
- Takahashi, Daisuke (* 1986), japanischer Eiskunstläufer
- Takahashi, Daito (* 1980), japanischer Skisportler
- Takahashi, Eiki (* 1992), japanischer Geher
- Takahashi, Fuko (* 1998), japanische Fußballspielerin
- Takahashi, Fumi (1901–1945), japanische Philosophin und Hochschullehrerin
- Takahashi, Gen’ichi (* 1980), japanischer Fußballspieler
- Takahashi, Gen’ichirō (* 1951), japanischer Schriftsteller
- Takahashi, Hana (* 2000), japanische Fußballspielerin
- Takahashi, Harumi (* 1954), japanische Politikerin
- Takahashi, Hidenori (* 1998), japanischer Fußballspieler
- Takahashi, Hideo (1930–2019), japanischer Literaturwissenschaftler
- Takahashi, Hideto (* 1987), japanischer Fußballspieler

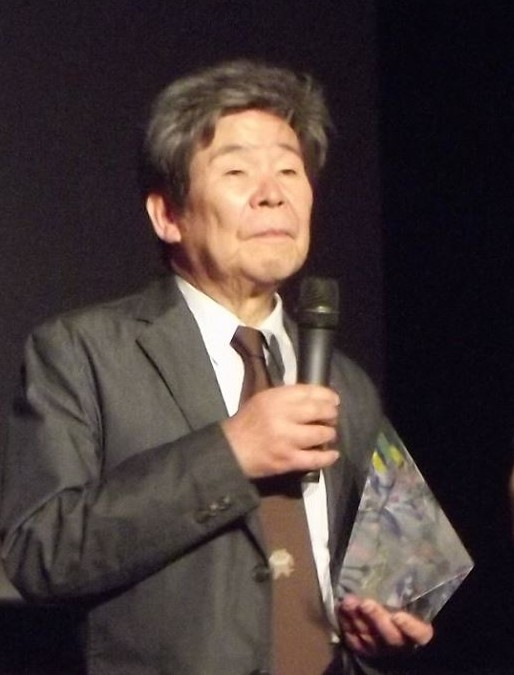
Isao Takahata (1935–2018)

- Takahashi, Hidetoki (1916–2000), japanischer Fußballspieler und -trainer
- Takahashi, Hidezō (* 1934), japanischer Skilangläufer
- Takahashi, Hiroatsu (* 1984), japanischer Skeletonpilot
- Takahashi, Hiroki (* 1974), japanischer Synchronsprecher (Seiyū)
- Takahashi, Hiroko (* 1942), japanische Skilangläuferin
- Takahashi, Hiroshi, japanischer Tischtennisspieler
- Takahashi, Hiroyuki (* 1983), japanischer Fußballspieler
- Takahashi, Hisako (1927–2013), japanische Beamtin
- Takahashi, Issei (* 1998), japanischer Fußballspieler
- Takahashi, Joseph (* 1951), japanischer Neurobiologe
- Takahashi, Jun’ya (* 1997), japanischer Fußballspieler
- Takahashi, Kageyasu (1785–1829), japanischer Gelehrter und Kartograf
- Takahashi, Kaneko (* 1942), japanische Eisschnellläuferin
- Takahashi, Kaori (* 1974), japanische Synchronschwimmerin
- Takahashi, Kazuki (1961–2022), japanischer Mangaka (Comiczeichner)Kazuki Takahashi (1961–2022)

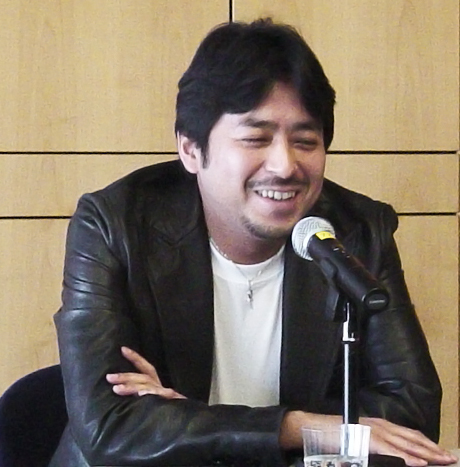
Kazuki Takahashi (1961–2022)

- Takahashi, Kazuki (* 1996), japanischer Fußballspieler
- Takahashi, Kazuki (* 1999), japanischer Fußballspieler
- Takahashi, Kazumi (1931–1971), japanischer Sinologe und Schriftsteller
- Takahashi, Ken’ichi (* 1973), japanischer Langstreckenläufer
- Takahashi, Kenji (1902–1998), japanischer Germanist und Übersetzer
- Takahashi, Kenji (1946–2005), japanischer Autorennfahrer
- Takahashi, Kenji (* 1952), japanischer Radrennfahrer
- Takahashi, Kenji (* 1970), japanischer Fußballspieler
- Takahashi, Kenji (* 1985), japanischer Fußballspieler
- Takahashi, Kenya (* 1995), japanischer Fußballspieler
- Takahashi, Kiichirō (1928–2007), japanischer Schriftsteller
- Takahashi, Kōhei (* 1999), japanischer Fußballspieler
- Takahashi, Kōko (1875–1912), japanischer Maler der Nihonga-Richtung
- Takahashi, Kosaku (* 1945), japanischer Radrennfahrer
- Takahashi, Kōsuke (* 1986), japanischer Eishockeyspieler
- Takahashi, Kunihiko (* 1969), japanischer Poolbillardspieler
- Takahashi, Kunimitsu (1940–2022), japanischer Rennfahrer
- Takahashi, Mahiro (* 2001), japanischer Fußballspieler
- Takahashi, Masahiko, japanischer Skispringer
- Takahashi, Masahiro (* 1985), japanischer Fußballspieler
- Takahashi, Masaki (* 1968), japanischer Computergrafiker und Spezialeffektkünstler
- Takahashi, Masayo (* 1961), japanische Augenärztin, Stammzellforscherin und Hochschullehrerin
- Takahashi, Michitsuna (1948–2021), japanischer Schriftsteller
- Takahashi, Miyuki (* 1978), japanische Volleyballspielerin
- Takahashi, Mizuko (1852–1927), japanische Medizinerin
- Takahashi, Momoko (* 1988), japanische Sprinterin
- Takahashi, Motoo (* 1941), japanischer Mathematiker
- Takahashi, Mutsuo (* 1937), japanischer Dichter
- Takahashi, Nagisa (* 2000), japanische Hochspringerin
- Takahashi, Naoki (* 1976), japanischer Fußballspieler
- Takahashi, Naoki (* 2000), japanischer Fußballspieler
- Takahashi, Naoko (* 1972), japanische Langstreckenläuferin
- Takahashi, Naoshi (* 1973), japanischer Dirigent und Generalmusikdirektor des Eduard-von-Winterstein-Theaters in Annaberg-Buchholz
- Takahashi, Naoya (* 2001), japanischer Fußballspieler
- Takahashi, Naruki (* 1998), japanischer Fußballspieler
- Takahashi, Narumi (* 1992), japanische Eiskunstläuferin
- Takahashi, Niko (* 2005), japanisch-spanischer Fußballspieler
- Takahashi, Nobuhito (* 1983), japanischer Fußballspieler
- Takahashi, Nobuyuki (* 1957), japanischer Filmregisseur und Produzent
- Takahashi, Norio (* 1971), japanischer Fußballspieler
- Takahashi, Oden († 1879), japanische Mörderin
- Takahashi, Osamu (1929–2015), japanischer Schriftsteller
- Takahashi, Phil (1957–2020), kanadischer Judoka
- Takahashi, Rumiko (* 1957), japanische Mangaka
- Takahashi, Ryō (* 1993), japanischer Fußballspieler
- Takahashi, Ryō (* 2000), japanischer Fußballspieler
- Takahashi, Ryōko (* 1973), japanische Biathletin
- Takahashi, Ryōta (* 1986), japanischer Fußballspieler
- Takahashi, Ryūji (* 1974), japanischer Skispringer
- Takahashi, Sadahiro (* 1959), japanischer Fußballspieler
- Takahashi, Saiko (* 1976), japanische Fußballspielerin
- Takahashi, Sakae, japanischer Fußballspieler
- Takahashi, Sankichi (1882–1966), japanischer Admiral
- Takahashi, Satomi (1886–1964), japanischer Philosoph
- Takahashi, Sayaka (* 1992), japanische Badmintonspielerin
- Takahashi, Seiichirō (1884–1982), japanischer Wirtschaftswissenschaftler und Kunstkenner
- Takahashi, Seiji (* 1993), japanischer Eishockeynationalspieler
- Takahashi, Setsurō (1914–2007), japanischer Lackkünstler
- Takahashi, Shigeru, japanischer Fußballspieler
- Takahashi, Shin (* 1967), japanischer Mangaka
- Takahashi, Shin’ichirō (* 1957), japanischer Fußballspieler
- Takahashi, Shinji (1912–1985), japanischer Mediziner
- Takahashi, Shinkichi (1901–1987), japanischer Lyriker
- Takahashi, Shinnosuke (* 1978), japanischer Jazzmusiker
- Takahashi, Shō (* 1995), japanischer Volleyballspieler
- Takahashi, Shōhei (* 1991), japanischer Fußballspieler
- Takahashi, Shugyō (1930–2024), japanischer Haikudichter
- Takahashi, Shunki (* 1990), japanischer Fußballspieler
- Takahashi, Shunta (* 1989), japanischer Fußballspieler
- Takahashi, Shūta (* 1983), japanischer Fußballspieler
- Takahashi, Sōya (* 1996), japanischer Fußballspieler
- Takahashi, Subaru (1902–1992), japanischer Skilangläufer
- Takahashi, Takako (1932–2013), japanische Schriftstellerin
- Takahashi, Takehiko (1916–1995), japanischer Chemiker
- Takahashi, Takeo (* 1947), japanischer Fußballspieler
- Takahashi, Takuya (* 1989), japanischer Fußballspieler
- Takahashi, Taro (1930–2019), japanisch-US-amerikanischer Ozeanograph und Geochemiker
- Takahashi, Tatsuya (1931–2008), japanischer Jazzmusiker
- Takahashi, Tomoki, japanischer Jazzmusiker
- Takahashi, Tomoko, japanische Badmintonspielerin
- Takahashi, Tomomi (* 1956), japanischer Stabhochspringer
- Takahashi, Tōru (1941–2022), japanischer Internetpionier
- Takahashi, Toshiki (* 1998), japanischer Fußballspieler
- Takahashi, Toyoji (1913–1940), japanischer Fußballspieler
- Takahashi, Toyoko (1903–1981), japanische Schauspielerin
- Takahashi, Travis (* 2001), japanischer Fußballspieler
- Takahashi, Tsutomu (* 1965), japanischer Manga-Zeichner
- Takahashi, Untei (1872–1949), japanischer Nanga-Künstler der Meiji-Zeit
- Takahashi, Yasuhiko (* 1985), japanischer Rhönradturner
- Takahashi, Yasushi (1924–2013), japanischer Physiker
- Takahashi, Yōichi (* 1960), japanischer Manga-Zeichner
- Takahashi, Yōko, japanische Badmintonspielerin
- Takahashi, Yoshi (1943–1998), japanischer Maler und Grafiker
- Takahashi, Yoshiki (* 1985), japanischer Fußballspieler
- Takahashi, Yoshiki (* 2001), japanischer Fußballspieler
- Takahashi, Yoshitoki (1764–1804), japanischer Astronom
- Takahashi, Yuichi (1828–1894), japanischer Maler
- Takahashi, Yūji (* 1938), japanischer Komponist und Pianist
- Takahashi, Yūji (* 1993), japanischer Fußballspieler
- Takahashi, Yūki (* 1984), japanischer Motorradrennfahrer
- Takahashi, Yūki (* 1993), japanischer Ringer
- Takahashi, Yukihiro (1952–2023), japanischer Komponist, Schlagzeuger, Sänger und Schauspieler
- Takahashi, Yukiko (* 1967), japanische Volleyball- und Beachvolleyballspielerin
- Takahashi, Yūko (* 1991), japanische Triathletin
- Takahashi, Yūma (* 1990), japanischer Fußballspieler
- Takahashi, Yumiko, japanische Entwicklungshelferin
- Takahashi, Yuriya (* 1999), japanischer Fußballspieler
- Takahashi, Yūsuke (* 1997), japanischer Tennisspieler
- Takahashi, Yūsuke (* 1999), japanischer Mittelstreckenläufer
- Takahashi, Yutaka (* 1980), japanischer Fußballspieler
- Takahashi, Yūtarō (* 1987), japanischer Fußballspieler
- Takahata, Isao (1935–2018), japanischer Regisseur, Drehbuchautor und ProduzentIsao Takahata (1935–2018)
- Takahata, Keita (* 2000), japanischer Fußballspieler
- Takahata, Kotomi (* 1989), japanische Tennisspielerin
- Takahata, Seiichi (1887–1978), japanischer Unternehmer
- Takahata, Tomoya (* 1994), japanischer Fußballspieler
- Takahata, Tsutomu (* 1968), japanischer Fußballspieler
- Takahira, Kogorō (1854–1926), japanischer Diplomat
- Takahira, Shinji (* 1984), japanischer Sprinter

#### Takai
- Takai, Kazuma (* 1994), japanischer Fußballspieler
- Takai, Kitō (1741–1789), japanischer Haiku-Poet
- Takai, Kōta (* 2004), japanischer Fußballspieler
- Takai, Mark (1967–2016), US-amerikanischer Politiker
- Takai, Yūichi (1932–2016), japanischer Schriftsteller
- Takaichi, Miku (* 1994), japanische Judoka
- Takaichi, Sanae (* 1961), japanische PolitikerinSanae Takaichi (* 1961)

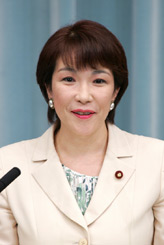
Sanae Takaichi (* 1961)

- Takaishi, Katsuo (1906–1966), japanischer Schwimmer

#### Takak
- Takaki Kanehiro (1849–1920), japanischer Schiffsarzt
- Takaki, Jumpei (* 1982), japanischer Fußballspieler
- Takaki, Narita (* 1977), japanischer Fußballspieler
- Takaki, Ronald (1939–2009), US-amerikanischer Historiker, Hochschullehrer, Ethnograph und Autor
- Takaki, Yoshiaki (* 1945), japanischer Politiker
- Takaku, William († 2011), papua-neuguineischer Schauspieler, Regisseur und Drehbuchautor
- Takakubo, Kento (* 1998), japanischer Fußballspieler
- Takakura (1161–1181), 80. Kaiser von Japan (1168–1180)
- Takakura, Asako (* 1968), japanische Fußballnationaltrainerin
- Takakura, Ken (1931–2014), japanischer SchauspielerKen Takakura (1931–2014)

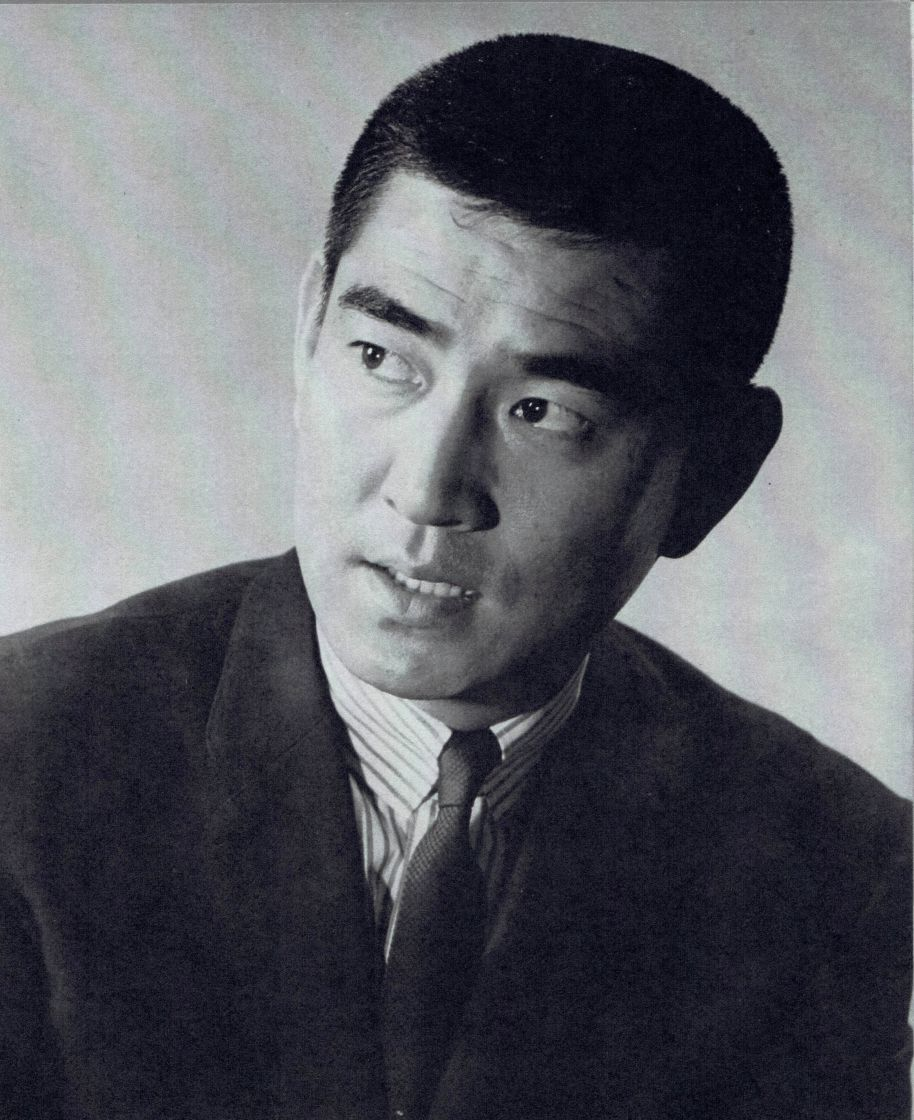
Ken Takakura (1931–2014)

- Takakura, Tokutarō (1885–1934), japanischer evangelischer Geistlicher
- Takakusu, Junjirō (1866–1945), japanischer Buddhologe
- Takakuwa, Daijirō (* 1973), japanischer Fußballspieler

#### Takal
- Takala, Tuuli (* 1987), finnische klassische Sängerin und Opernsopranistin
- Takala, Vertti (* 1995), finnischer Motorradrennfahrer
- Takalo, Helena (* 1947), finnische Skilangläuferin

#### Takam
- Takam, Carlos (* 1980), kamerunischer Superschwergewichtsboxer
- Takam, Ludovick (* 1983), kamerunischer Fußballspieler
- Takama, Sōshichi (1889–1974), japanischer Maler im Yōga-Stil
- Takamado, Hisako (* 1953), japanische Prinzessin
- Takamado, Norihito (1954–2002), japanischer Prinz
- Takamado, Tsuguko (* 1986), japanische Prinzessin
- Takamäki, Jone (1955–2025), finnischer Jazzsaxophonist und Schauspieler
- Takamatsu (1905–1987), dritte Sohn von Kaiser Taisho (Yoshihito) und Kaiserin TeimeiTakamatsu (1905–1987)

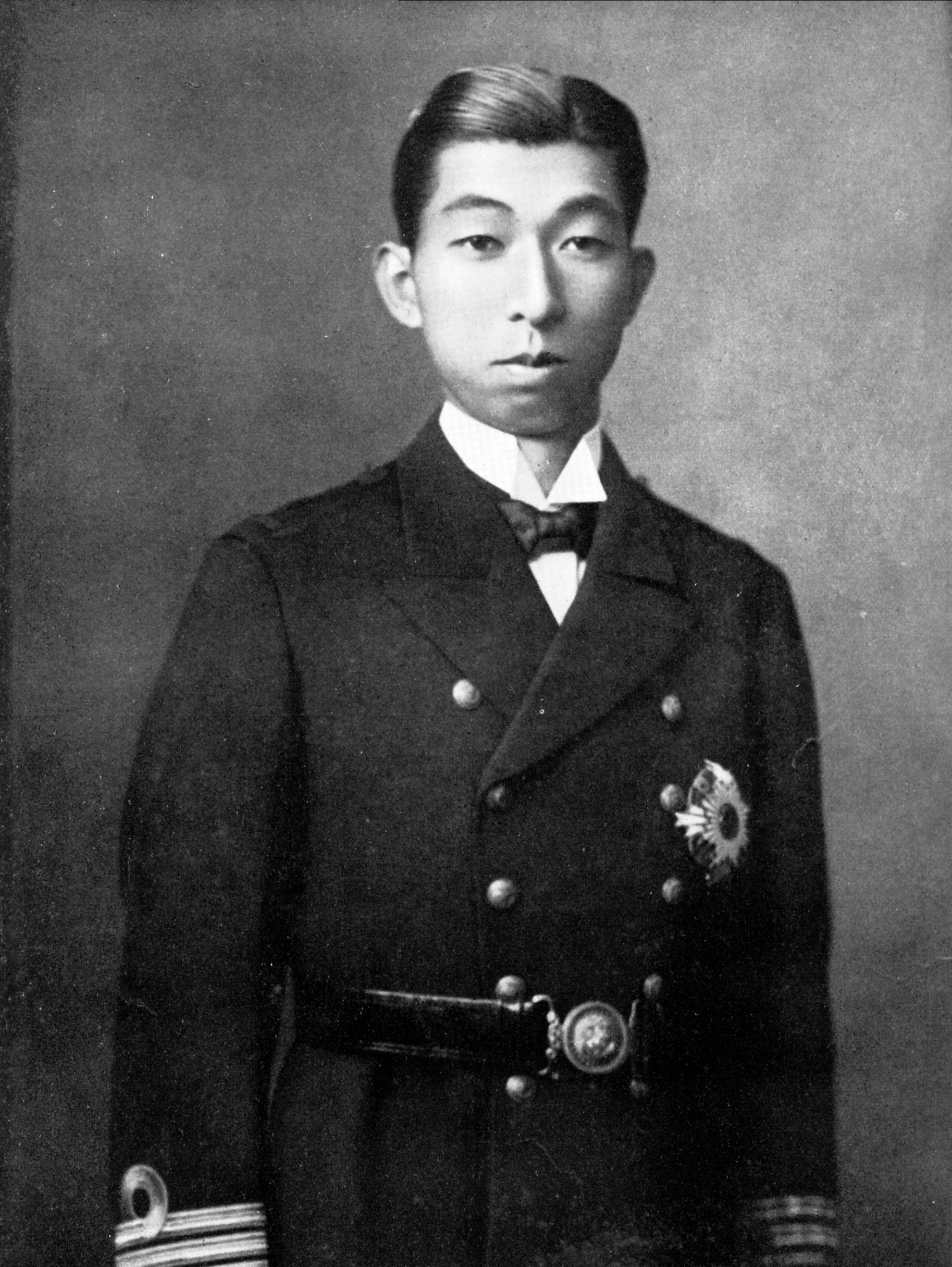
Takamatsu (1905–1987)

- Takamatsu, Daiki (* 1981), japanischer Fußballspieler
- Takamatsu, Jirō (1936–1998), japanischer Prozesskünstler
- Takamatsu, Kikuko (1911–2004), japanische Prinzessin
- Takamatsu, Satoshi (* 1963), japanischer Unternehmer
- Takamatsu, Shin (* 1948), japanischer Architekt und Hochschullehrer
- Takamatsu, Tomomi Musembi (* 2000), japanische Mittel- und Langstreckenläuferin
- Takamatsu, Toshitsugu (1889–1972), japanischer Kampfkünstler und Lehrer des Bujinkan-Gründers Masaaki Hatsumi
- Takami, Joseph Mitsuaki (* 1946), japanischer Ordensgeistlicher, emeritierter römisch-katholischer Erzbischof von Nagasaki
- Takami, Keita (* 1993), japanischer Fußballspieler
- Takami, Senseki (1785–1858), japanischer Gelehrter der Westlichen Wissenschaften
- Takamidō, Yūzō (* 1988), japanischer Shorttracker
- Takamine, Hideko (1924–2010), japanische Filmschauspielerin
- Takamine, Hideo (1854–1910), japanischer Pädagoge
- Takamine, Jōkichi (1854–1922), japanischer Chemiker
- Takamine, Kazuko, japanische Badmintonspielerin
- Takamine, Mieko (1918–1990), japanische Filmschauspielerin und Sängerin
- Takamine, Tomoki (* 1997), japanischer Fußballspieler
- Takamisakari Seiken (* 1976), japanischer Sumoringer
- Takamiyama, Daigoro (* 1944), japanisch-hawaiischer Sumōringer
- Takamizawa, Anju (* 1996), japanische Hindernisläuferin
- Takamizawa, Kesao (* 1952), japanischer Astronom
- Takamizawa, Masaru (* 1981), japanischer Marathonläufer
- Takamori, Yasuo (1934–2016), japanischer Fußballspieler
- Takamoro, Kō (1907–1995), japanischer Fußballspieler
- Takamoto, Iwao (1925–2007), US-amerikanischer Trickfilmzeichner
- Takamoto, Norifumi (* 1967), japanischer Fußballspieler
- Takamura, Chieko (1886–1938), japanische Malerin und Dichterin
- Takamura, Kōtarō (1883–1956), japanischer Bildhauer, Lyriker und Essayist
- Takamura, Kōun (1852–1934), japanischer Bildhauer
- Takamure, Itsue (1894–1964), japanische Schriftstellerin, Volkskundlerin und Feministin
- Takamuro, Saki (* 1995), japanische Rollstuhltennisspielerin

#### Takan
- Takana Zion (* 1986), guineischer Reggaesänger
- Takanabe, Susumu (* 1976), japanischer Kendoka und Polizist
- Takanaga, Hinako, japanische Manga-Zeichnerin
- Takanashi, Sara (* 1996), japanische SkispringerinSara Takanashi (* 1996)

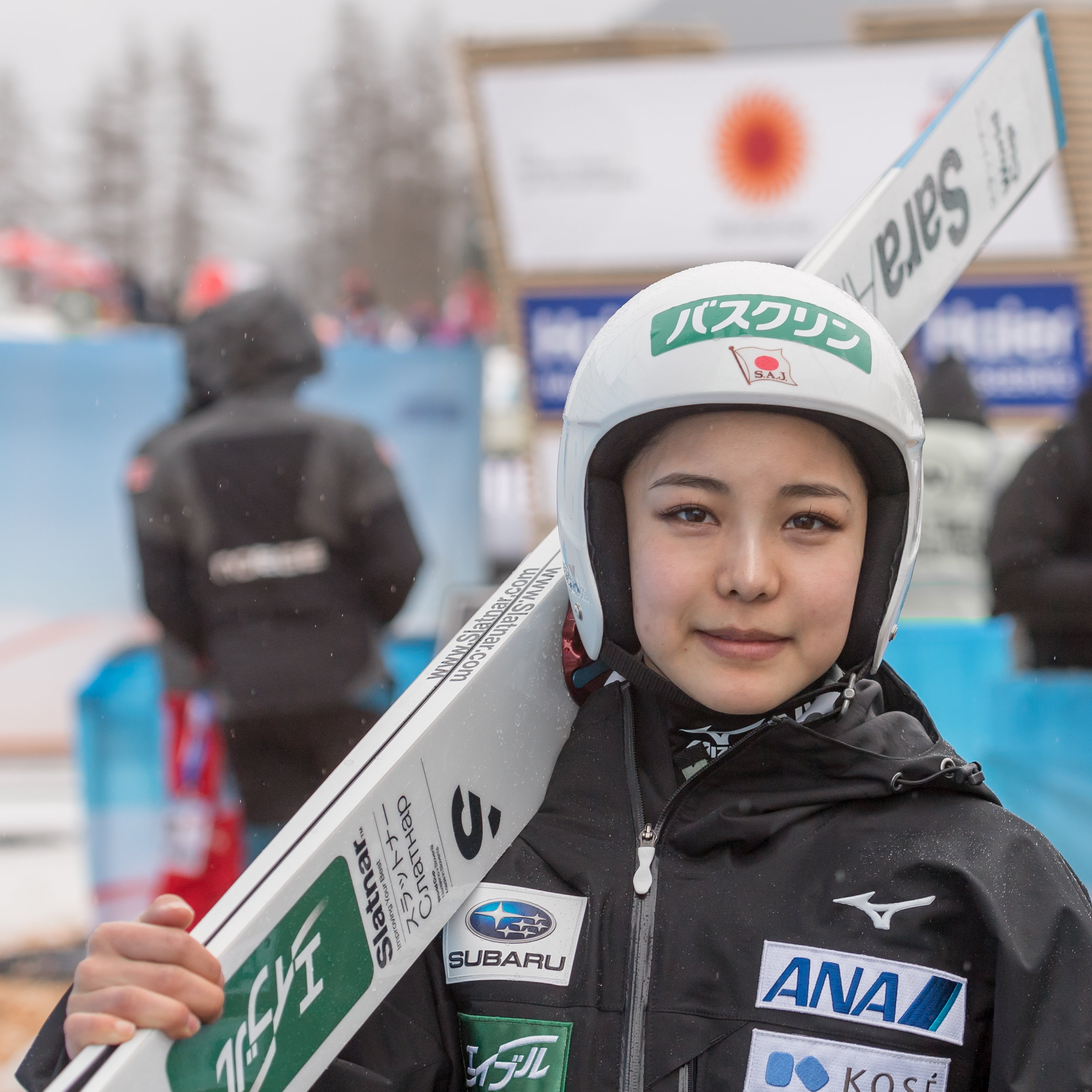
Sara Takanashi (* 1996)

- Takanashi, Shizue, japanische Mangaka
- Takanen, Johannes (1849–1885), russischer Bildhauer
- Takanezawa, Itsuo (* 1951), japanischer Stabhochspringer
- Takanishi, Atsuo (* 1956), japanischer Robotik-Forscher
- Takano Sasaburō (1862–1950), japanischer Kendoka
- Takano, Ayumi (* 1973), japanische Schauspielerin
- Takano, Chōei (1804–1850), japanischer Gelehrter
- Takano, Fumiko (* 1957), japanische Manga-Zeichnerin
- Takano, Fusatarō (1869–1904), Organisator in der japanischen Arbeiterbewegung
- Takano, Ichigo (* 1986), japanische Mangaka
- Takano, Iwasaburō (1871–1949), japanischer Fachmann der Gesellschaftsstatistik
- Takano, Kazuaki (* 1964), japanischer Schriftsteller
- Takano, Kōhei (* 1985), japanischer Fußballspieler
- Takano, Kōji (* 1992), japanischer Fußballspieler
- Takano, Mari (* 1960), japanische Komponistin
- Takano, Mark (* 1960), US-amerikanischer Politiker der Demokratischen Partei
- Takano, Mika (* 2008), deutscher Volleyballspieler
- Takano, Minoru (1901–1974), japanischer Gewerkschaftsführer
- Takano, Ryō (* 1994), japanischer Fußballspieler
- Takano, Sanae (* 1979), japanische Biathletin
- Takano, Sujū (1893–1976), japanischer Mediziner und Haiku-Dichter
- Takano, Teppei (* 1983), japanischer Skispringer
- Takano, Toshiyuki (* 1944), japanischer Diplomat
- Takano, Yasuko (* 1943), japanische Eisschnellläuferin
- Takanohana Kenshi (1950–2005), japanischer Sumō-Ringer
- Takanohana, Kōji (* 1972), japanischer Sumōringer und 65. YokozunaTakanohana Kōji (* 1972)

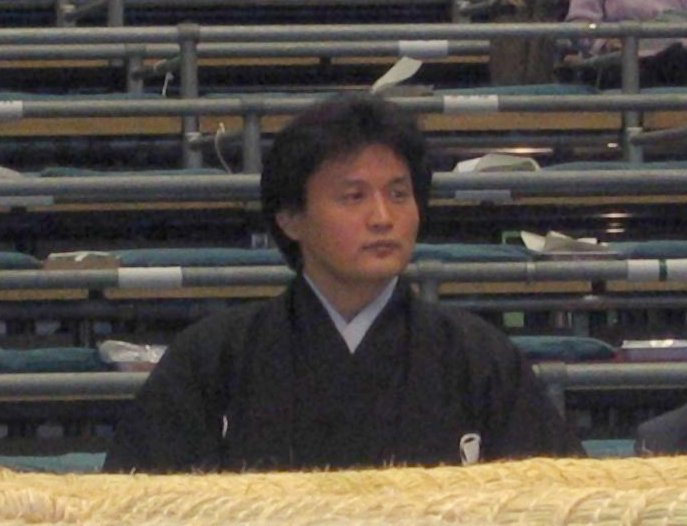
Takanohana Kōji (* 1972)

- Takanonami Sadahiro (1971–2015), japanischer Sumōringer
- Takanosato, Toshihide (1952–2011), japanischer Sumōringer
- Takanuki, Nobuhira (* 1938), japanischer Radrennfahrer

#### Takao
- Takao, Kanon (* 2002), japanische Synchronsprecherin (Seiyū) und Musikerin
- Takao, Kazuyuki (* 1967), japanischer Beachvolleyballspieler
- Takao, Ryū (* 1996), japanischer Fußballspieler
- Takao, Ryusei (* 2003), japanischer Fußballspieler
- Tākao, Shushila (* 1986), neuseeländische Schauspielerin und Model
- Takaoka, Toshinari (* 1970), japanischer Langstreckenläufer
- Takaoka, Yōhei (* 1996), japanischer Fußballspieler

#### Takar
- Takara, Ryōko (* 1990), japanische Fußballspielerin
- Takarabe, Takeshi (1867–1949), japanischer Admiral und Politiker
- Takarada, Akira (1934–2022), japanischer Schauspieler und Synchronsprecher
- Takarada, Saori (* 1999), japanische Fußballspielerin
- Takarafuji, Daisuke (* 1987), japanischer Sumōringer in der Makuuchi-Division
- Takarai, Kikaku (1661–1707), japanischer Dichter

#### Takas
- Takas, Bill (1932–1998), US-amerikanischer Jazzmusiker (Kontrabass, E-Bass)
- Takasaki, Hiroyuki (* 1986), japanischer Fußballspieler
- Takasaki, Riki (* 1970), japanischer Fußballspieler
- Takasaki, Tatsunosuke (1885–1964), japanischer Geschäftsmann, Rüstungsindustrieller und Handelsminister
- Takasawa, Kōji (* 1974), japanischer nordischer Kombinierer
- Takase, Aki (* 1948), japanische Jazzpianistin und KomponistinAki Takase (* 1948)

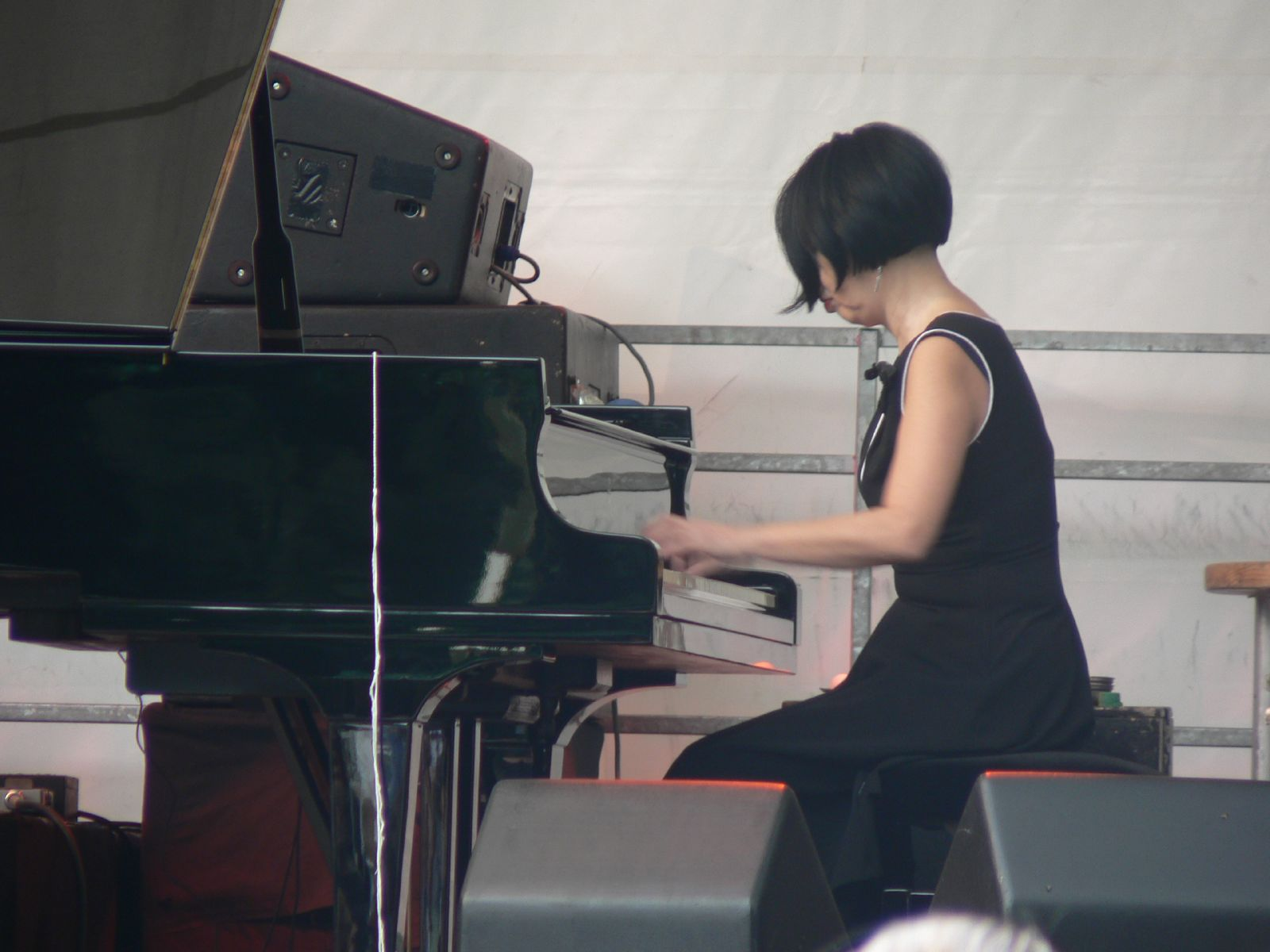
Aki Takase (* 1948)

- Takase, Akira (* 1988), japanischer Fußballspieler
- Takase, Kazuna (* 1999), japanischer Fußballspieler
- Takase, Kei (* 1988), japanischer Sprinter
- Takase, Megumi (* 1990), japanische Fußballspielerin
- Takase, Taisei (* 2003), japanischer Fußballspieler
- Takase, Yūkō (* 1991), japanischer Fußballspieler
- Takashima, Hiromi, japanische Mangaka und Designerin
- Takashima, Hokkai (1850–1931), japanischer Maler, Ingenieur und Botaniker
- Takashima, Maoko (* 1999), japanische Leichtathletin
- Takashima, Minako, japanische Fußballspielerin
- Takashima, Norio (* 1951), japanischer Tischtennisspieler
- Takashima, Risa (* 1999), japanische Säbelfechterin
- Takashima, Saki (* 2002), japanische Sprinterin
- Takashima, Shūhan (1798–1866), japanischer Geschütz-Experte
- Takashima, Shuya (* 2000), japanischer Fußballspieler
- Takashima, Tadao (1930–2019), japanischer Schauspieler
- Takashima, Tomonosuke (1844–1916), Generalleutnant und Heeresminister
- Takashima, Yajūrō (1890–1975), japanischer Maler, bekannt für seine realistischen Gemälde
- Takashima, Yuka (* 1988), japanische Langstreckenläuferin
- Takashima, Zen’ya (1904–1990), japanischer Sozialwissenschaftler
- Takashina, Shūji (1932–2024), japanischer Kunsthistoriker
- Takasu, Shirō (1884–1944), japanischer Admiral
- Takasu, Yōhei (* 1981), japanischer Fußballspieler
- Takasugi, Ryōta (* 1984), japanischer Fußballspieler
- Takasugi, Shinsaku (1839–1867), Samurai

#### Takat
- Takata, Hawayo (1900–1980), amerikanische Alternativmedizinerin
- Takata, Jun (* 1977), japanischer Fußballspieler
- Takata, Yasuma (1883–1972), japanischer Soziologe
- Takata, Yoichi (* 1908), japanischer Skispringer
- Takatani, Daichi (* 1994), japanischer Ringer
- Takatani, Sōsuke (* 1989), japanischer Ringer
- Takataya, Kahei (1769–1827), japanischer Reeder und Händler auf Hokkaidō
- Takato, Naohisa (* 1993), japanischer Judoka
- Takatori, Wakanari (1867–1935), japanischer Maler der Nihonga-Richtung
- Takats, Tristan (* 1995), österreichischer Freestyle-Skisportler
- Takatsukasa Fuyunori (1295–1337), japanischer Regent für Go-Daigo und Kōgon
- Takatsukasa Kanetada (1262–1301), japanischer für Regent für Fushimi und Go-Fushimi
- Takatsukasa Masamichi (1789–1868), japanischer Regent für Ninkō und Kōmei
- Takatsukasa Nobufusa (1565–1658), japanischer Regent für Go-Yōzei
- Takatsukasa, Fusasuke (1637–1700), japanischer Regent für Reigen-Tennō
- Takatsukasa, Fuyuie (1367–1428), japanischer Hofadliger
- Takatsukasa, Hiromichi (1855–1918), japanischer Generalmajor und Großhofmarschall des Taishō-Tennō
- Takatsukasa, Norihira (1609–1668), japanischer Hofadliger der frühen Tokugawa-Periode
- Takatsukasa, Sukehira (1739–1813), japanischer für Regent für Kōkaku
- Takatsukasa, Sukehiro (1807–1878), japanischer Kampaku für Kōmei
- Takatsuki, Sara (* 1997), japanische Schauspielerin, Model und Sängerin

#### Takaw
- Takawira, Leopold (1916–1970), afrikanischer Freiheitskämpfer im heutigen Simbabwe

#### Takay
- Takaya, Natsuki (* 1973), japanische Manga-Zeichnerin
- Takayama, Aki (* 1970), japanische Synchronschwimmerin
- Takayama, Akira (* 1969), japanischer Theaterregisseur
- Takayama, Chihiro (* 1991), japanische Tennisspielerin
- Takayama, Chogyū (1871–1902), japanischer Schriftsteller
- Takayama, Hikokurō (1747–1793), Schriftsteller und Historiker
- Takayama, Justo (1552–1615), japanischer christlicher DaimyōJusto Takayama (1552–1615)

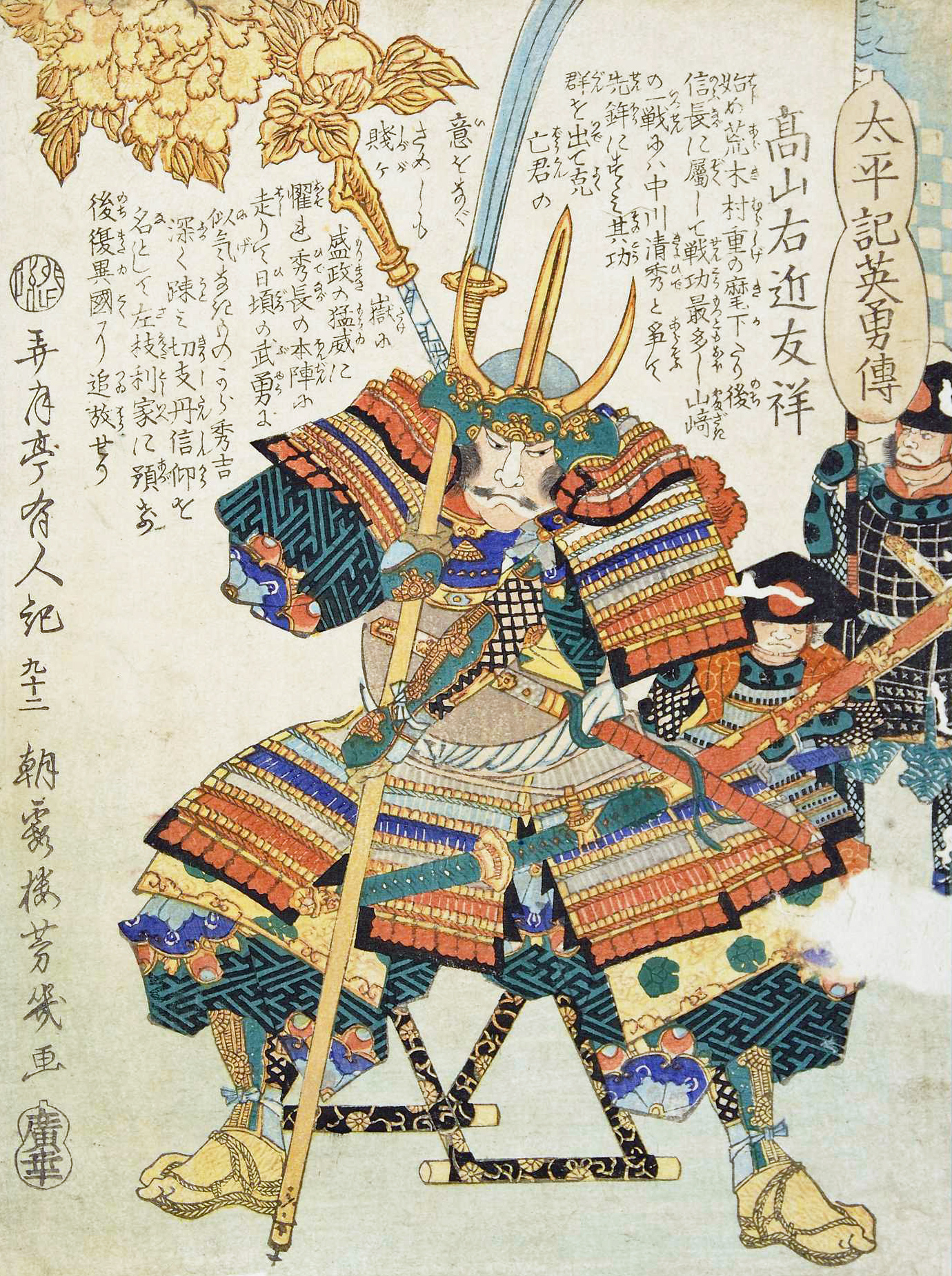
Justo Takayama (1552–1615)

- Takayama, Kaoru (* 1988), japanischer Fußballspieler
- Takayama, Katsunari (* 1983), japanischer Boxer
- Takayama, Kazuma (* 1996), japanischer Fußballspieler
- Takayama, Masa (* 1954), japanischer Koch
- Takayama, Minami (* 1964), japanische Popsängerin und Synchronsprecherin
- Takayama, Rika (* 1994), japanische Judoka
- Takayama, Ryūzō (1929–2019), japanischer Kulturanthropologe und Tibetologe
- Takayama, Shunya (* 1994), japanischer Hürdenläufer
- Takayama, Sōzei (1368–1455), japanischer Renga-Dichter, Kritiker und buddhistischer Priester
- Takayama, Tadao (1904–1980), japanischer Fußballspieler
- Takayama, Tatsuo (1912–2007), japanischer Maler
- Takayama, Yōhei (* 1979), japanischer Fußballspieler
- Takayanagi, Fumiya (* 2000), japanischer Fußballspieler
- Takayanagi, Issei (* 1986), japanischer Fußballspieler
- Takayanagi, Kenjirō (1899–1990), japanischer Erfinder; Vater des japanischen Fernsehens
- Takayanagi, Kenzō (1887–1967), japanischer Jurist und Verfassungsrechtler
- Takayanagi, Kōhei (* 1994), japanischer Fußballspieler
- Takayanagi, Masanobu, japanischer Kameramann
- Takayanagi, Masayoshi (* 1994), japanischer Fußballspieler
- Takayanagi, Masayuki (1932–1991), japanischer Jazz- und Improvisationsmusiker
- Takayanagi, Shigenobu (1923–1983), japanischer Dichter
- Takayanagi, Tadashi (* 1975), japanischer Physiker
- Takayanagi, Tarō (* 1982), japanischer Skispringer
- Takayasu, Akira (* 1990), japanischer SumōringerTakayasu Akira (* 1990)

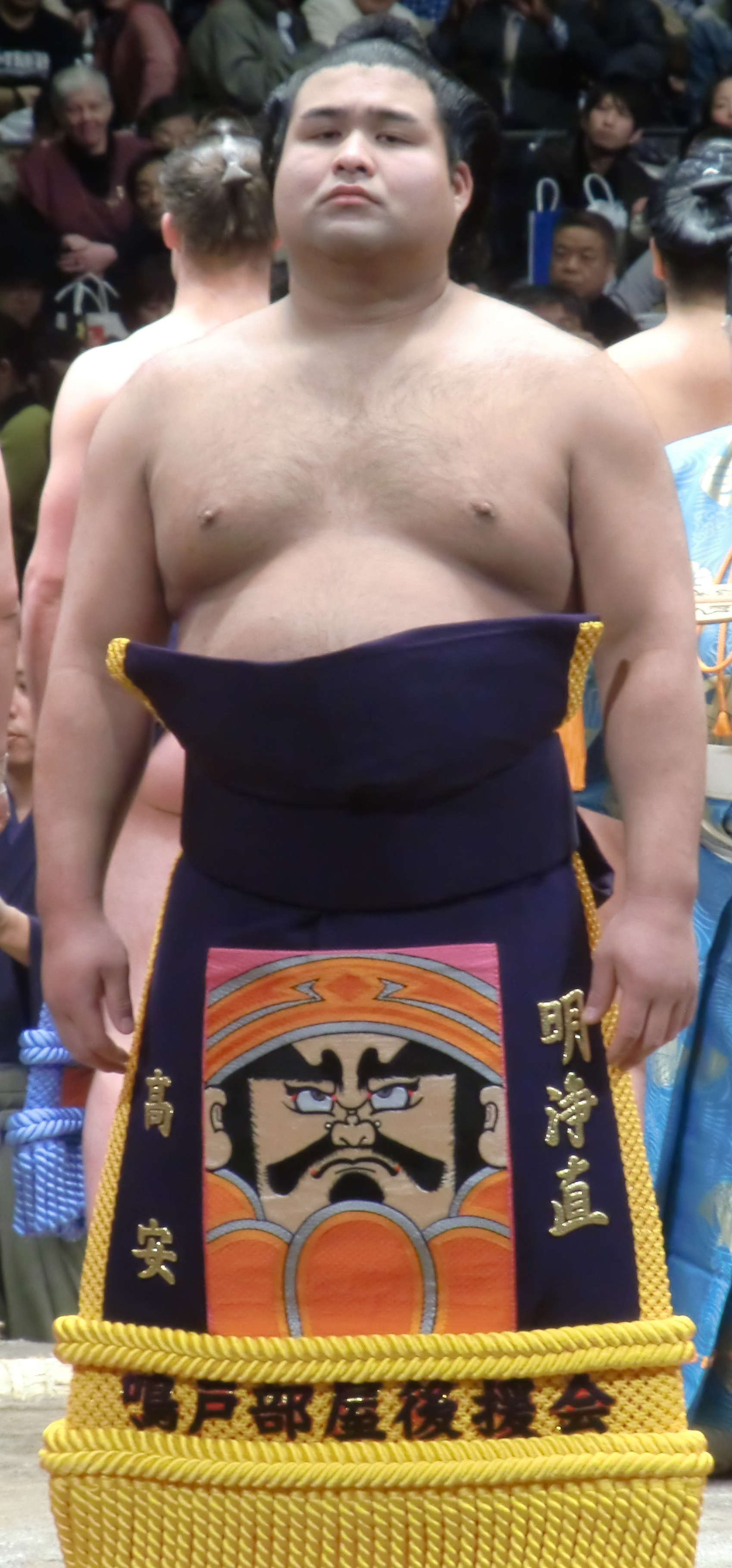
Takayasu Akira (* 1990)

- Takayasu, Mikito († 1938), japanischer Augenarzt
- Takayasu, Ryōsuke (* 1984), japanischer Fußballspieler
- Takayasu, Takayuki (* 2001), japanischer Fußballspieler
- Takayoshi, Shoma (* 2000), japanischer Fußballspieler

#### Takaz
- Takazato, Suzuyo (* 1940), japanische Politikerin, Feministin und Friedensaktivistin
- Takazawa, Yūya (* 1997), japanischer Fußballspieler

### Takd
- Takdanai Klomklieng (* 1997), thailändischer Fußballspieler

### Take
- Take, Brigitte (* 1949), deutsche Politikerin (CDU), MdL
- Take, Hayate (* 1995), japanischer Fußballspieler
- Take, Lubertus († 1302), Domherr im Bistum Münster
- Take, Masaharu (* 1967), japanischer Filmregisseur
- Take, Seiya (* 2004), japanischer Fußballspieler
- Takebe, Ayatari (1719–1774), japanischer Dichter und Maler
- Takebe, Katahiro (1664–1739), japanischer Mathematiker
- Takebe, Kosuke (* 2000), japanischer Fußballspieler
- Takechi no Kurohito, japanischer Dichter
- Takechi, Zuizan (1829–1865), japanischer Samurai
- Takeda Masayoshi († 1343), Daimyō der Kamakura-Zeit und zur Muromachi-Zeit
- Takeda Nobumasa (1447–1505), Daimyō in der Muromachi-Zeit
- Takeda Nobumitsu (1162–1248), Daimyō der Heian-Zeit und Kamakura-Zeit
- Takeda Nobutake (1292–1359), japanischer Samurai
- Takeda Shingen (1521–1573), Daimyō und Warlord während der japanischen Zeit der Streitenden ReicheTakeda Shingen (1521–1573)

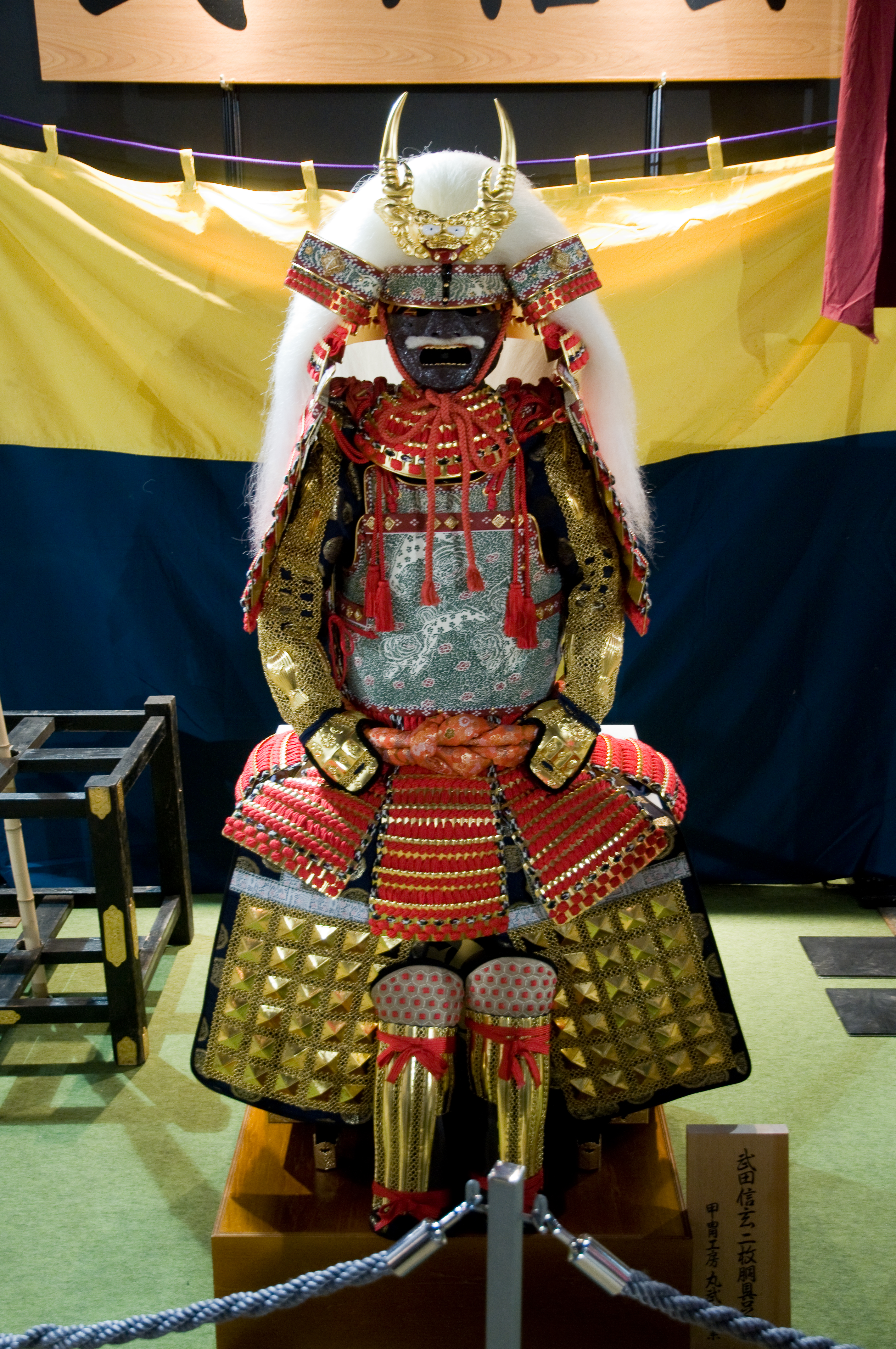
Takeda Shingen (1521–1573)

- Takeda, Arata (* 1972), deutscher Literatur- und Kulturwissenschaftler
- Takeda, Ayuka (* 1990), japanische Skispringerin
- Takeda, Dai (* 1989), japanischer Fußballspieler
- Takeda, Daisaku (* 1973), japanischer Ruderer
- Takeda, Eijirō (* 1988), japanischer Fußballspieler
- Takeda, Gen’yō (* 1949), japanischer Manager
- Takeda, Goichi (1872–1938), japanischer Architekt
- Takeda, Hideaki (* 1985), japanischer Fußballspieler

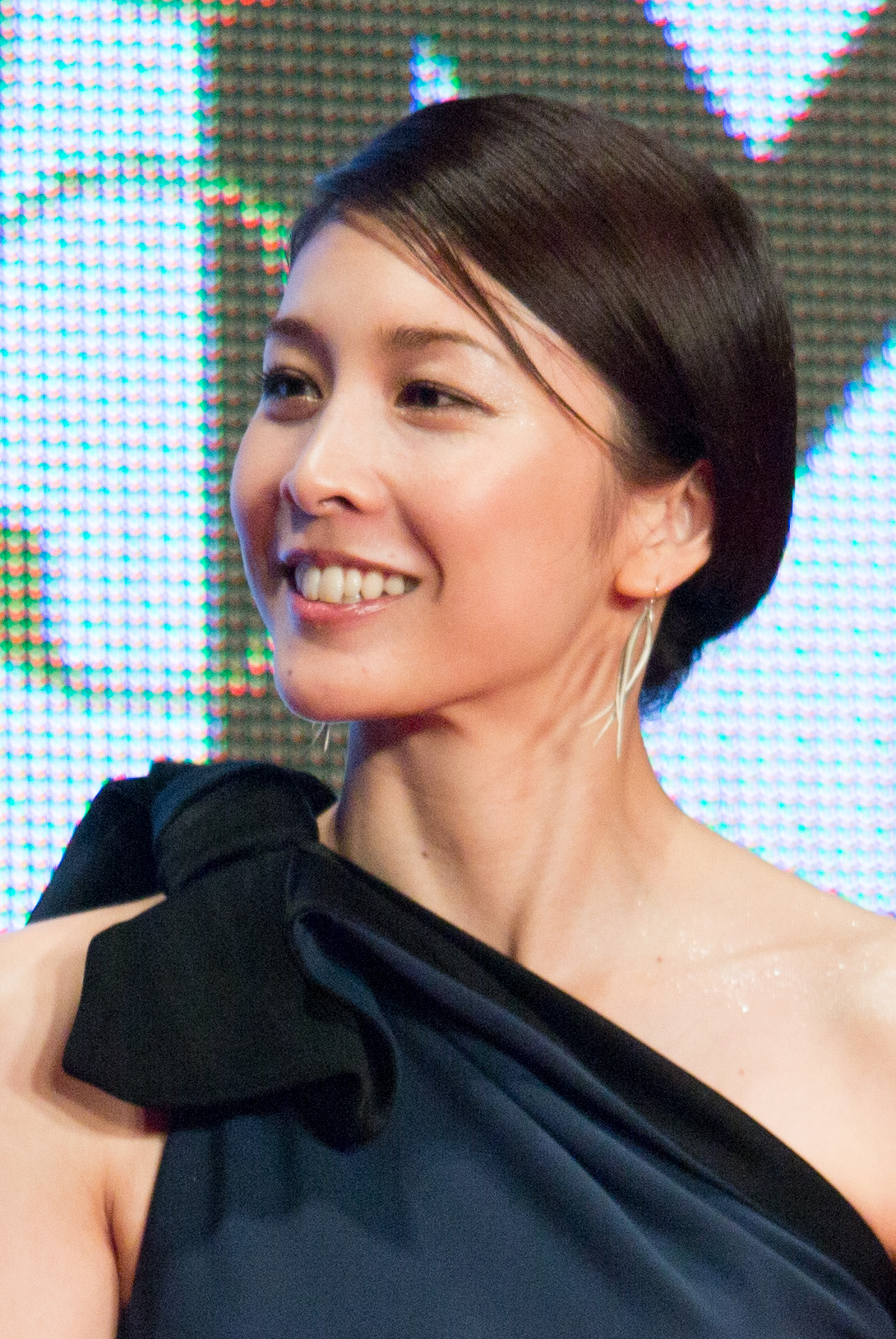
Yūko Takeuchi (1980–2020)

- Takeda, Hidetoshi (* 2001), japanischer Fußballspieler
- Takeda, Hiroaki (* 1975), japanischer Marathonläufer
- Takeda, Hiroyuki (* 1983), japanischer Fußballspieler
- Takeda, Hisashi (1894–1967), japanischer Offizier, Generalleutnant des Kaiserlich Japanischen Heeres
- Takeda, Izumo († 1747), japanischer Puppentheaterleiter und Autor
- Takeda, Jirō (* 1972), japanischer Fußballspieler
- Takeda, Kanryūsai († 1867), Kapitän der 5. Einheit der Shinsengumi, einer polizeilichen Einheit in Kyōto
- Takeda, Katsuyori (1546–1582), japanischer Daimyō der Sengoku-Zeit
- Takeda, Kazuhiko, japanischer Jazzmusiker
- Takeda, Kazunori (1939–1989), japanischer Jazzmusiker
- Takeda, Kotaro (* 1997), japanischer Fußballspieler
- Takeda, Kōunsai (1803–1865), japanischer Samurai
- Takeda, Malaya Stern (* 1997), US-amerikanisch-japanische Schauspielerin
- Takeda, Mie (* 1976), japanische Biathletin
- Takeda, Miho (* 1976), japanische Synchronschwimmerin
- Takeda, Naotaka (* 1978), japanischer Fußballspieler
- Takeda, Nobuchika (1541–1582), japanischer Sohn von Takeda Shingen
- Takeda, Nobuhiro (* 1965), japanischer Fußballspieler
- Takeda, Nobuhiro (* 1967), japanischer Fußballspieler
- Takeda, Nobukado (1529–1582), japanischer General der Sengoku-Zeit
- Takeda, Nobukatsu (1567–1582), Sohn eines japanischen Daimyō Takeda Katsuyori
- Takeda, Nobushige (1368–1450), Daimyō in der Muromachi-Zeit
- Takeda, Nobushige (1525–1561), japanischer General der Sengoku-Zeit
- Takeda, Nobutora (1494–1574), Daimyō der Provinz Kai
- Takeda, Nobuyoshi (1128–1186), Daimyō in der Heian-Zeit und zur Kamakura-Zeit
- Takeda, Rina (* 1991), japanische Schauspielerin
- Takeda, Rintarō (1904–1946), japanischer Schriftsteller
- Takeda, Ryōta (* 1968), japanischer Politiker
- Takeda, Shinji (* 1972), japanischer Schauspieler und Musiker
- Takeda, Shōhei (* 1994), japanischer Fußballspieler
- Takeda, Sōkaku (1859–1943), japanischer Samurai und Kampfkunstlehrer
- Takeda, Tadashi (* 1986), japanischer Fußballspieler
- Takeda, Taichi (* 1997), japanischer Fußballspieler
- Takeda, Taijun (1912–1976), japanischer Schriftsteller
- Takeda, Takuma (* 1995), japanischer Fußballspieler
- Takeda, Tsunekazu (* 1947), japanischer Springreiter und Sportfunktionär
- Takeda, Tsuyoshi (* 1987), japanischer Hindernisläufer
- Takeda, Yōhei (* 1987), japanischer Fußballspieler
- Takeda, Yoshinobu (1538–1567), japanischer Daimyō der Sengoku-Zeit
- Takeda, Yūsuke (* 1991), japanischer Fußballspieler
- Takefusa, Dóra (* 1971), isländische Schauspielerin
- Takefushi, Sakuta (1906–1988), japanischer Skisportler
- Takehana, Daimatsu (* 2001), japanischer nordischer Kombinierer
- Takehana, Takuya (* 1973), japanischer Badmintonspieler
- Takehara, Chōfū (1897–1947), japanischer Maler der Nihonga-Richtung
- Takehara, Fumie (* 1987), japanische Siebenkämpferin
- Takehara, Han (1903–1998), japanische Tänzerin
- Takehara, Kin’ya (* 1974), japanischer Fußballspieler
- Takehara, Shinji (* 1972), japanischer Boxer
- Takehisa, Yumeji (1884–1934), japanischer Maler
- Takei, George (* 1937), US-amerikanischer SchauspielerGeorge Takei (* 1937)

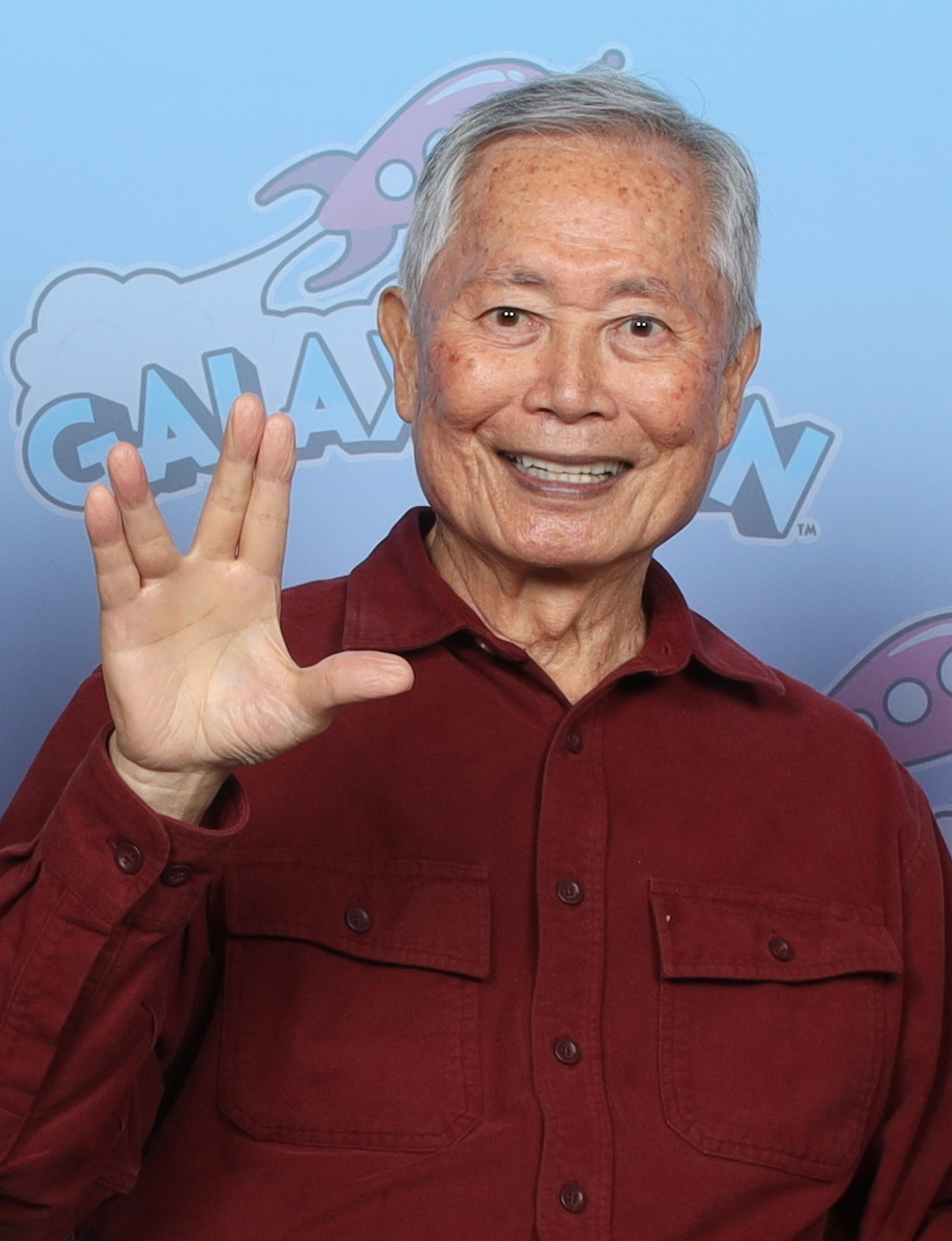
George Takei (* 1937)

- Takei, Hiroyuki (* 1972), japanischer Manga-Zeichner
- Takei, Seigō (* 1998), japanischer Fußballspieler
- Takei, Takuya (* 1986), japanischer Fußballspieler
- Takei, Yasuo (1930–2006), japanischer Bankier
- Takeichi, Masatoshi (* 1943), japanischer Zell- und Entwicklungsbiologe
- Takeiri, Yoshikatsu (1926–2023), japanischer Politiker
- Takeishi, Konomi (* 1991), japanische Sprinterin
- Takeishi, Masanori (* 1950), japanischer Astronom
- Takeishi, Satoshi (* 1962), japanischer Jazzmusiker
- Takeishi, Stomu (* 1964), japanischer Bassgitarrist des Creative Jazz
- Takekawa, Ai (* 1988), japanische Sängerin, Komponistin und Moderatorin
- Takekaze, Akira (* 1979), japanischer Sumōringer in der Makuuchi-Division
- Takekoshi, Yosaburō (1865–1950), japanischer Historiker und Politiker
- Takele, Tadese (* 2002), äthiopischer Leichtathlet
- Takeli, George (* 1959), salomonischer anglikanischer Bischof von Melanesien
- Takelot I., altägyptischer Pharao
- Takelot II., Pharao im alten Ägypten
- Takelot III., altägyptischer Pharao
- Takemi, Keizō (* 1951), japanischer Politiker
- Takemi, Tarō (1904–1983), japanischer Mediziner
- Takemitsu, Tōru (1930–1996), japanischer KomponistTōru Takemitsu (1930–1996)

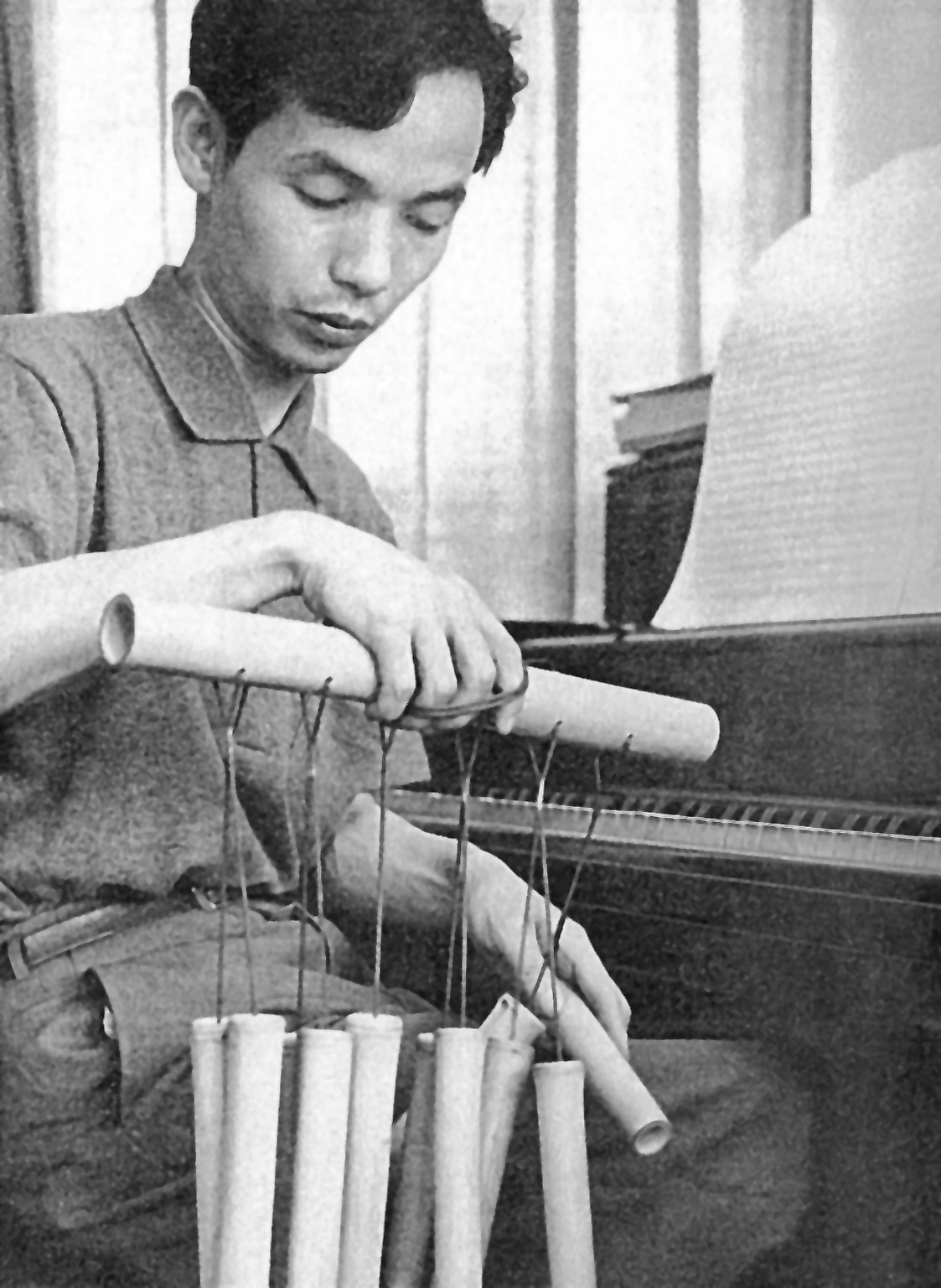
Tōru Takemitsu (1930–1996)

- Takemiya, Keiko (* 1950), japanische Mangaka
- Takemoto, Gidayū (1651–1714), japanischer Jorurisänger
- Takemoto, Kazuhiko (* 1955), japanischer Fußballspieler
- Takemoto, Masao (1919–2007), japanischer Kunstturner
- Takemoto, Sae (* 1999), japanische Speerwerferin
- Takemoto, Yasuhiro (1972–2019), japanischer Anime-Filmregisseur
- Takemoto, Yoshiyuki (* 1973), japanischer Fußballspieler
- Takemoto, Yūhi (* 1997), japanischer Fußballspieler
- Takemura, Jun (* 1982), japanischer Badmintonspieler
- Takemura, Nobukazu (* 1968), japanischer Musiker und DJ
- Takemura, Shunji (* 2000), japanischer Fußballspieler
- Takemura, Yoshiya (* 1973), japanischer Fußballspieler
- Taken by Trees (* 1977), schwedische Popsängerin
- Takenaka, Genta (* 2003), japanischer Fußballspieler
- Takenaka, Kōki (* 1992), japanischer Fußballspieler
- Takenaka, Masahisa (1933–1985), japanischer Bandenchef der Yamaguchi-gumi
- Takenaka, Minoru (* 1976), japanischer Fußballspieler
- Takenaka, Risa (* 1990), japanische Langstreckenläuferin
- Takenishi, Hiroko (* 1929), japanische Schriftstellerin
- Takenokoshi, Shigemaru (1906–1980), japanischer Fußballspieler und -trainer
- Takenouchi Shikibu (1712–1767), japanischer Gelehrter
- Takenouchi, Tsuna (1840–1922), japanischer Unternehmer und Politiker
- Takenouchi, Yasunori (1807–1867), japanischer Mitarbeiter des Shogunats
- Takens, Floris (1940–2010), niederländischer Mathematiker
- Takeoff (1994–2022), US-amerikanischer RapperTakeoff (1994–2022)

Takeoff (1994–2022)

- Takeoka, Inesu Emiko (* 1971), japanische Fußballspielerin
- Takeoka, Takeshi (* 1999), japanischer Judoka
- Takeoka, Yuji (* 1946), japanischer Künstler
- Takeoka, Yūto (* 1986), japanischer Fußballspieler
- Takesaki, Masamichi (* 1933), japanischer Mathematiker
- Takeshige, Akihiko (* 1987), japanischer Fußballspieler
- Takeshima, Eku, japanische Mangaka
- Takeshima, Yūji (* 1999), japanischer Fußballspieler
- Takeshita, Isamu (1869–1946), japanischer Admiral
- Takeshita, Masatoshi (* 1996), japanischer Fußballspieler
- Takeshita, Noboru (1924–2000), japanischer Premierminister
- Takeshita, Reo (* 1995), japanischer Fußballspieler
- Takeshita, Riichi (* 1989), japanischer Badmintonspieler
- Takeshita, Shizunojo (1887–1951), japanische Haiku-Dichterin der Vorkriegszeit
- Takeshita, Tomoya (* 2002), japanischer Fußballspieler
- Takeshita, Wataru (1946–2021), japanischer Politiker
- Takeshita, Yoshie (* 1978), japanische Volleyballspielerin
- Taketani, Mitsuo (1911–2000), japanischer theoretischer Physiker
- Taketatsu, Ayana (* 1989), japanische Synchronsprecherin und Sängerin
- Taketomi, Kōsuke (* 1990), japanischer Fußballspieler
- Taketsuru, Masataka (1894–1979), japanischer Chemiker und Unternehmer
- Takeuchi, Akira (* 1983), japanischer Fußballspieler
- Takeuchi, Dai (* 1992), japanischer Fußballspieler
- Takeuchi, Esther (* 1953), US-amerikanische Chemikerin
- Takeuchi, Hiroki (* 1993), japanischer Badmintonspieler
- Takeuchi, Hirotaka (* 1946), japanischer Wissenschaftler des Wissensmanagements und Professor
- Takeuchi, Hirotaka (* 1971), japanischer Bergsteiger
- Takeuchi, Jimmy (1930–2009), japanischer Jazzmusiker
- Takeuchi, Junko (* 1972), japanische Synchronsprecherin (Seiyū)
- Takeuchi, Kento (* 1987), japanischer Tennisspieler
- Takeuchi, Kyūichi (1857–1916), japanischer Bildhauer im traditionell-japanischen Stil
- Takeuchi, Mariya (* 1955), japanische J-Pop-Sängerin und -KomponistinMariya Takeuchi (* 1955)

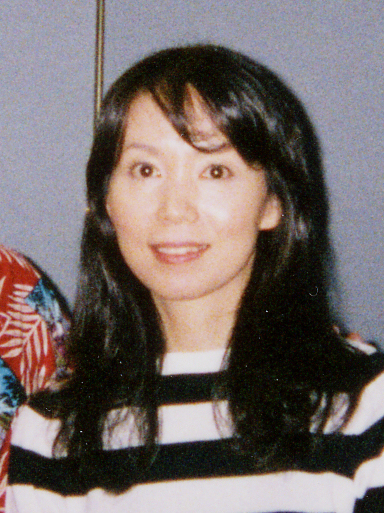
Mariya Takeuchi (* 1955)

- Takeuchi, Matsujirō (1884–1977), japanischer Mediziner
- Takeuchi, Maya (* 1998), japanische Weitspringerin
- Takeuchi, Minoru (1923–2013), japanischer Sinologe
- Takeuchi, Motoyasu (* 1964), japanischer Skispringer
- Takeuchi, Naoko (* 1967), japanische Mangaka
- Takeuchi, Riki (* 1964), japanischer Schauspieler und Sänger
- Takeuchi, Rizō (1907–1997), japanischer Historiker
- Takeuchi, Ryō (* 1991), japanischer Fußballspieler
- Takeuchi, Seihō (1864–1942), japanischer Maler
- Takeuchi, Shigeyo (1881–1975), japanische Ärztin und Politikerin
- Takeuchi, Taku (* 1987), japanischer Skispringer
- Takeuchi, Takuya (* 1967), japanischer Skispringer
- Takeuchi, Teizō (1908–1946), japanischer Fußballspieler
- Takeuchi, Tomoka (* 1983), japanische Snowboarderin
- Takeuchi, Yoshimi (1910–1977), japanischer Sinologe und Kulturtheoretiker
- Takeuchi, Yūko (1980–2020), japanische SchauspielerinYūko Takeuchi (1980–2020)
- Takeuchi, Yūri (* 2001), japanischer Fußballspieler
- Takeuti, Gaisi (1926–2017), japanischer Logiker
- Takev, Georgi (1952–2022), bulgarisch-österreichischer Maler
- Takeya, Makoto (* 1977), japanischer Fußballspieler
- Takeya, Toshiko (* 1969), japanische Politikerin
- Takeyama, Michio (1903–1984), japanischer Schriftsteller
- Takeyama, Takahito (* 1957), japanischer Badmintonspieler
- Takezaki, Suenaga (1246–1324), japanischer Samurai
- Takezawa, Kazuto (* 1999), japanischer Fußballspieler
- Takezawa, Kensuke (* 1986), japanischer Langstreckenläufer

### Takf
- Takfarinas (* 1958), französisch-algerischer Berber und Yal-Musiker

### Takh
- Takhar, Bajrang Lal (* 1981), indischer Ruderer
- Takhti, Gholamreza (1930–1968), iranischer Ringer

### Taki
- TAKI 183, griechischer Künstler, Pionier des urbanen Graffiti in New York
- Taki, Kumari (* 1999), kenianischer Mittelstreckenläufer
- Taki, Makoto (* 1938), japanischer Politiker
- Taki, Masami (* 1972), japanischer Fußballspieler
- Taki, Michiyo, japanischer Fußballspieler
- Taki, Mototaka (1695–1766), bedeutender japanischer Arzt in der Mitte der Edo-Zeit.
- Taki, Rentarō (1879–1903), japanischer Komponist
- Taki, Rion (* 1992), japanischer Fußballspieler
- Taki, Yūta (* 1999), japanischer Fußballspieler
- Takia, Ayesha (* 1986), indische Schauspielerin
- Takideamani, nubischer König
- Takidze, Ani (* 1972), georgische Pianistin
- Takigawa, Yumi (* 1951), japanische Schauspielerin und Sängerin
- Takiguchi, Jumpei (1931–2011), japanischer Seiyū und Erzähler
- Takiguchi, Shūzō (1903–1979), japanischer Lyriker, Literaturkritiker und Maler
- Takii, Kōsaku (1894–1984), japanischer Schriftsteller und Haiku-Poet
- Takijew, Mädi (* 1978), kasachischer Politiker
- Takikawa, Yukitoki (1891–1962), japanischer Rechtsgelehrter
- Takimoto, Haruhiko (* 1997), japanischer Fußballspieler
- Takimoto, Makoto (* 1974), japanischer Judoka
- Takimoto, Tatsurō (1931–1979), japanischer Jazzmusiker
- Takır, Onur Taha (* 2000), türkischer Fußballspieler
- Takis (1925–2019), griechischer Bildhauer und kinetischer Künstler
- Takita, Choin (1882–1925), japanischer Herausgeber von Chūōkōron
- Takita, Minoru (1912–2000), japanischer Gewerkschaftsführer
- Takita, Yōjirō (* 1955), japanischer Filmregisseur
- Takita, Yūki (* 1967), japanischer Fußballspieler
- Takitaki, Sione (* 1995), US-amerikanischer American-Football-Spieler
- Takiya, Ryō (* 1994), japanischer Fußballspieler
- Takizaki, Takemitsu (* 1945), japanischer Geschäftsmann
- Takizala, Henri-Désiré (1936–2000), kongolesischer Politiker
- Takizawa, Hiroomi (* 1973), japanischer Freestyle-Skisportler
- Takizawa, Katsumi (1909–1984), japanischer Religionsphilosoph
- Takizawa, Kozue (* 1995), japanische Skilangläuferin
- Takizawa, Kunihiko (* 1978), japanischer Fußballspieler
- Takizawa, Osamu (1906–2000), japanischer Schauspieler
- Takizawa, Shūhei (* 1993), japanischer Fußballspieler

### Takk
- Takko, Kari (* 1962), finnischer Eishockeytorwart
- Takkula, Hannu (* 1963), finnischer Politiker, Mitglied des Reichstags, MdEP

### Takl
- Takla Mariam († 1433), Negus Negest (Kaiser) von Äthiopien
- Takla, Philippe (1915–2006), libanesischer Politiker und Diplomat
- Takliński, Władysław (1875–1940), polnischer Physiker auf dem Gebiet der Materialwissenschaften

### Tako
- Tako, Ido (* 2001), israelischer Schauspieler
- Takō, Motonobu (* 1972), japanischer Fußballspieler
- Takooa, Nooa (* 1993), kiribatischer Leichtathlet
- Takos, Holly (* 1995), australische Radsportlerin
- Takoubakoyé, Aminata Boureima (* 1979), nigrische Wirtschaftswissenschaftlerin und Politikerin
- Takougnadi, Balakiyem (* 1992), österreichischer Fußballspieler
- Takougoum Kuitche, Billy (* 1997), kamerunischer Leichtathlet
- Takow, Peko (1909–2001), bulgarischer Minister
- Takoz, Ugur (* 1967), deutscher Filmregisseur und Drehbuchautor

### Taks
- Taksami, Tschuner Michailowitsch (1931–2014), sowjetisch-russischer Niwchenologe, Linguist und Hochschullehrer
- Taksin (1734–1782), König von Siam
- Taksony (* 931), Großfürst von Ungarn

### Takt
- Takt32, deutscher RapperTakt32

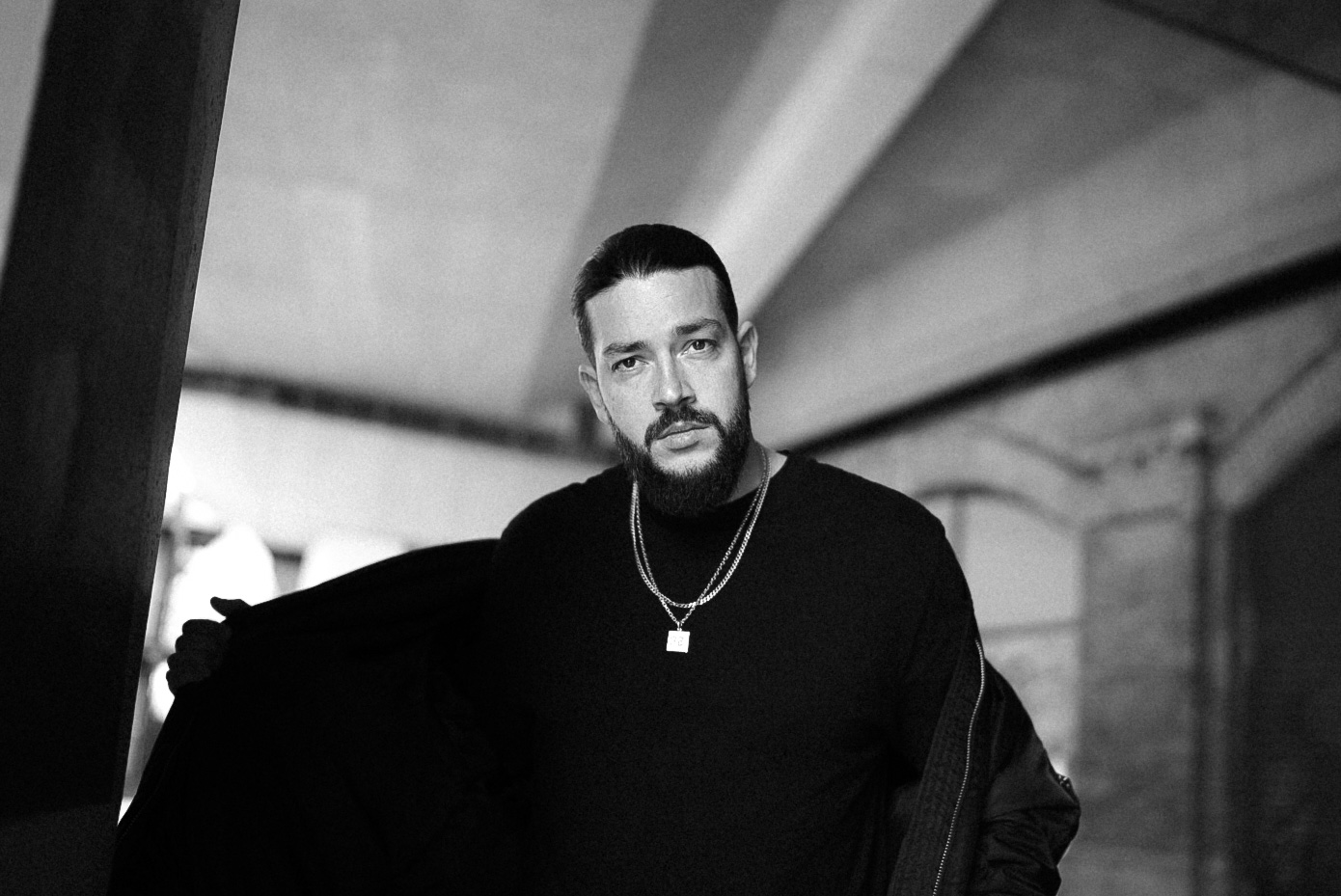
Takt32

- Taktak, Taner (* 1990), belgisch-türkischer Fußballspieler
- Taktakischwili, Otar (1924–1989), georgischer Komponist
- Taktarow, Oleg Nikolajewitsch (* 1967), russischer Mixed-Martial-Arts-Kämpfer und Schauspieler
- Takter, Bo William (1937–2021), schwedischer Trabrennsportler

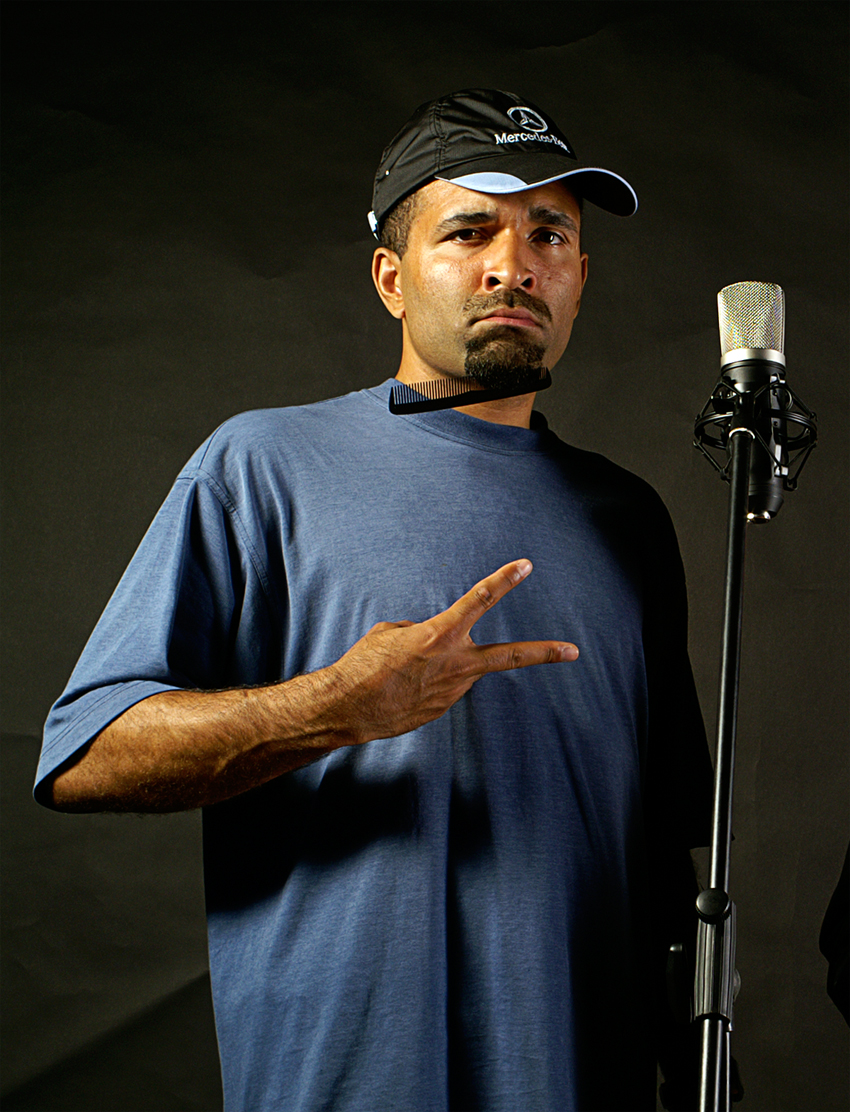
Taktloss (* 1975)

- Taktloss (* 1975), deutscher RapperTaktloss (* 1975)

### Taku
- Takubo, Hideo (1928–2001), japanischer Schriftsteller
- Takuma, Eiga, japanischer Maler
- Takuma, Mamoru (1964–2004), japanischer Amokläufer
- Takuma, Shōga, japanischer Maler
- Takuma, Tamenari, japanischer Maler
- Takuma, Tametō, japanischer Maler
- Takusagawa, Takashi (* 1981), japanischer Fußballspieler

### Takv
- Takvam, Andreas (* 1993), norwegischer Volleyball- und Beachvolleyballspieler
- Takvam, Marie (1926–2008), norwegische Autorin und Schauspielerin

### Taky
- Takyi, Charles (* 1984), ghanaisch-deutscher Fußballspieler und Fußballtrainer
- Takyi, Ferdinand (* 1994), deutsch-ghanaischer Fußballspieler
- Takyi, Samuel (* 2000), ghanaischer Boxer